# Miss Venezuela
Miss Venezuela es el principal concurso de belleza nacional de Venezuela que se celebra anualmente desde el año 1952, donde la primera ganadora fue Sofía Silva Inserri (Miss Bolívar). Cada concursante representa un estado y/o región del país y la ganadora del título lo lleva por un período de alrededor de un año. La actual Miss Venezuela 2024 coronada el 5 de diciembre de 2024, es Stephany Abasali de Anzoategui.
Miss Venezuela es un concurso popular y con masivo seguimiento en toda Venezuela e incluso internacionalmente, sobre todo en América y Asia. El patrocinador oficial del certamen es la Organización Cisneros y juntos conforman la Organización Miss Venezuela. Actualmente es liderado por las exmiss: Nina Sicilia, Miss Internacional 1985. La Organización Cisneros organiza este concurso y sus dos certámenes hermanos, el Miss Venezuela Mundo (que se realiza ocasionalmente) y el Mister Venezuela. Esta misma organización mantiene, comercializa y agenda las actividades y necesidades de las tres portadoras de los títulos (Miss Venezuela Universo, Miss Venezuela Mundo y Miss Venezuela Internacional), siendo su imagen principal la Miss Venezuela Universo en funciones.
El certamen es transmitido y producido en vivo y en directo por la cadena de televisión venezolana Venevisión, y contó con versiones corregidas en los Estados Unidos, Filipinas y México por ABS-CBN, RPN, NBC,  Univision y Telemundo respectivamente, durante un periodo de 10 años. Además es transmitido para países hispanos a través de OnDirecTV y Ve Plus, y a Estados Unidos por Ve Plus, así como por streaming y en plataformas en línea como YouTube.

## Historia

### Antecedentes

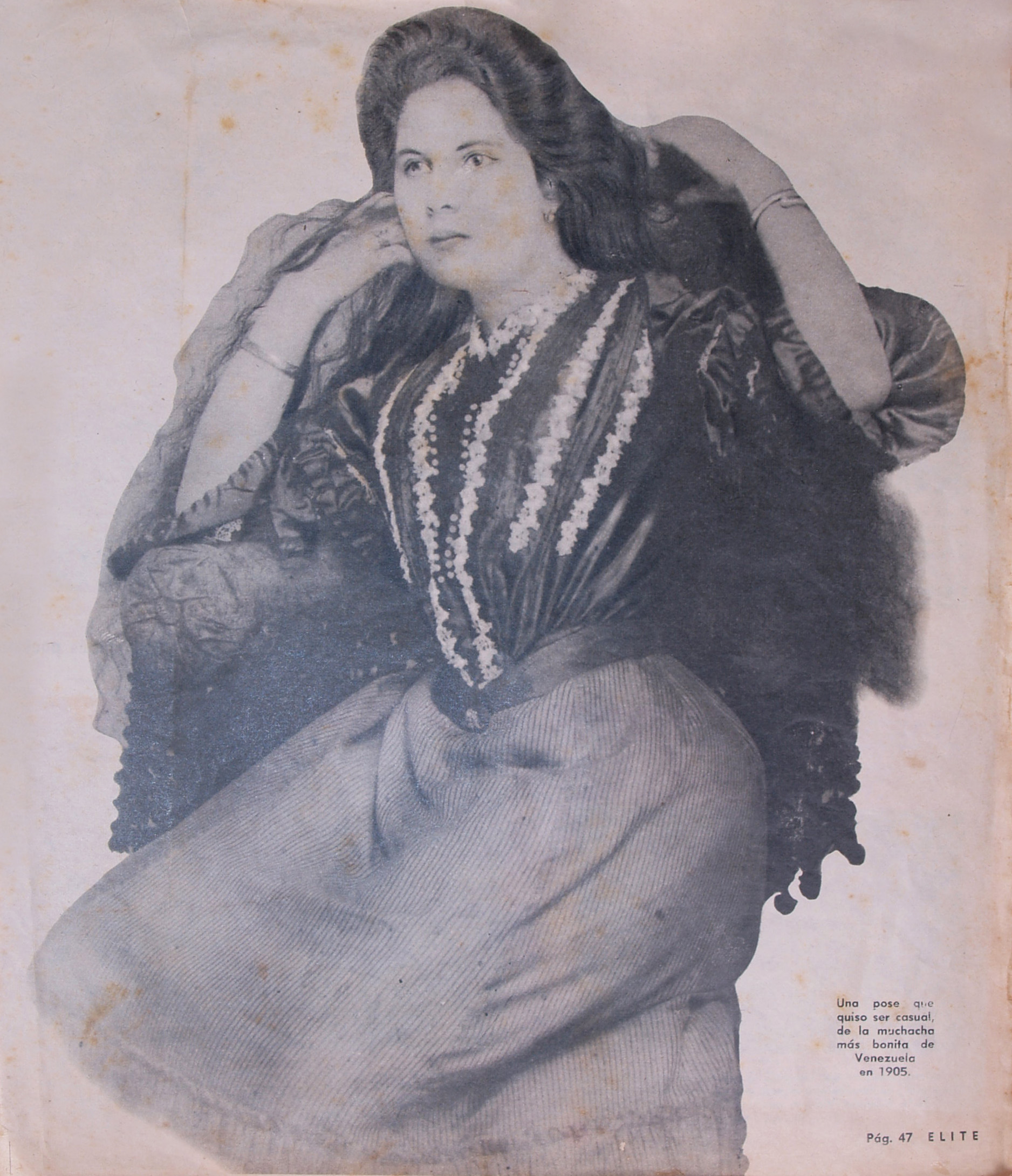
Manuela Victoria Mujica Antich de Lara, Señorita Venezuela 1905. La primera mujer venezolana en ganar el título de Señorita Venezuela por voto popular.

El 7 de mayo de 1905 fue elegida Manuela Victoria Mujica Antich, representante del estado Lara, por votación popular como Señorita Venezuela. Muchos autores y estudiosos de la historia del concurso Miss Venezuela la consideran como la primera Miss Venezuela que existió y a esa votación como precursora del concurso como es conocido actualmente.
En el Country Club de Caracas Miriam Cupello fue elegida Reina de Belleza de Venezuela 1949, en medio de un escenario convulso por el derrocamiento del presidente Rómulo Gallegos. Luego se enrumbó a Perú, donde acudió al concurso para las Reinas de Latinoamérica celebrado en Lima, quedando como Reina del Caribe y Amazonas. Ante la prensa de Lima declaró que «La belleza es el único recurso no renovable».

### Independiente (1952-1981)
El concurso Miss Venezuela fue fundado oficialmente en 1952 por Panamerican Airways (Pan Am), junto con la empresaria Gloria Sánchez, con el propósito publicitario y turístico de enviar a una representante venezolana al concurso Miss Universo, en California, Estados Unidos, el cual había sido creado ese mismo año por la empresa Pacific Mills para promocionar su nueva marca de trajes de baño y bikinis «Catalina».
La rapidez con que se eligió a las concursantes para ese primer certamen caracterizaría sus primeras ediciones, en las cuales los desfiles con diferentes indumentarias se realizaban durante el transcurso de una semana o más en diferentes locaciones del país. Debido a protestas por parte de organizaciones religiosas de la época, los desfiles en traje de baño se realizaban en privado, solo para los jurados.
A diferencia del actual concurso, no se realizaba entrenamiento previo y tanto el maquillaje como el vestuario eran responsabilidad de las concursantes. Tampoco se entregaron premios, ya que el único objetivo del concurso era elegir a una representante local para el Miss Universo en Long Beach, California, así como atraer turismo al país. Durante estos años también se empezaría a elegir representantes a los concursos de Miss Mundo y Miss Internacional.
Tras una primera interrupción en 1954 durante la dictadura de Marcos Pérez Jiménez, Panamerican Airways cedió los derechos del concurso en 1955 al periodista y musicólogo Reinaldo Espinoza Hernández, quien a pesar del triunfo de Susana Duijm en el Miss Mundo de ese año (primera hispanoamericana en llevarse una gran corona internacional), tras enfrentar protestas por parte de la Iglesia católica y movimientos feministas, sumado a la falta de interés por parte de la prensa, y una segunda interrupción en 1959, vendió los derechos del Miss Venezuela al empresario cubano-venezolano Edwin E. Acosta-Rubio en 1962.

De mayor visión empresarial, Acosta-Rubio inmediatamente cambió el formato del Miss Venezuela, convirtiendo el semi-improvisado concurso turístico en la organizada institución anual que existe hoy en día. Para elegir a las concursantes con criterio profesional y responsable creó el llamado Comité Venezolano de la Belleza, desarrolló la proyección publicitaria del evento y lo transmitió por primera vez por televisión en 1962, a través de la cadena de Radio Caracas Televisión. Además, en el evento de 1962 cobró una entrada de 5 bolívares (unos 2,35 dólares de la época). Con todos estos cambios a finales de los años 1960, el concurso Miss Venezuela era un favorito entre los venezolanos y más importante aún para Acosta-Rubio, un negocio rentable y apreciado.

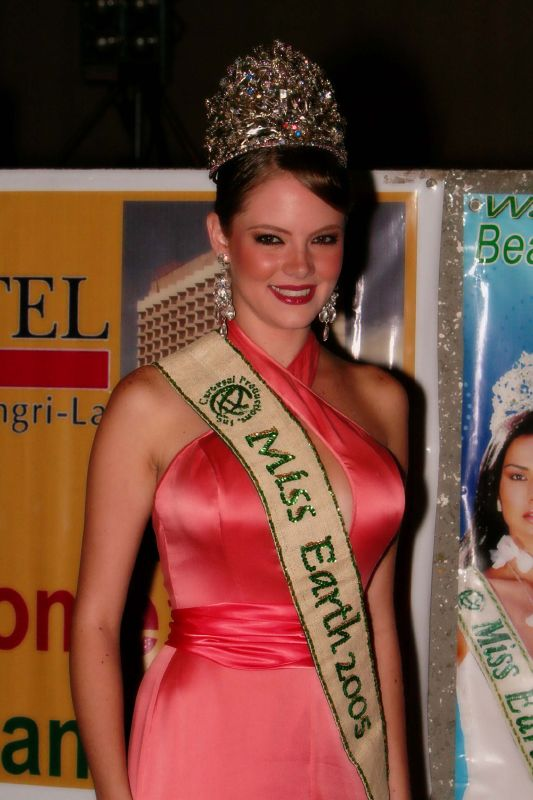
Alexandra Braun. Miss Tierra 2005.

En el año 1968, se transmitió por primera vez el desfile en traje de baño y de gala por televisión y aunque no fue de mayor importancia en el momento, ese mismo año Osmel Sousa comienza a trabajar como diseñador gráfico y de modas del concurso. En el año 1969, Ignacio Font Coll cuñado de Edwin Acosta-Rubio quien era el creador y presidente de OPPA Publicidad, lo nombra como director de la actual Organización Miss Venezuela.
Ya en los años 1960, la organización de Acosta-Rubio había empezado a obtener excelentes resultados con Mercedes Revenga de primera finalista en el Miss Beauty Form 1964 y posteriormente semifinalista en Miss Universo 1964, la elección de Mariela Pérez Branger y Peggy Kopp como primera y tercera finalista en los Miss Universo 1967 y 1968, respectivamente, Adriana López ganando el Miss Planet Resort 1967, Judith Castillo primera finalista del Miss Universo 1976, y Zully Guilarte ganando el Miss Turismo de Centroamérica y el Caribe 1968, así cómo numerosas clasificadas más alrededor del mundo, sirvieron de abreboca para el triunfo de Maritza Sayalero en el Miss Universo 1979, el primero que se televisó a color en el país. Con Sayalero, se inició lo que se considera la «época de oro» de Miss Venezuela.
Desde el año 1972, la Organización Cisneros adquirió los derechos para empezar a producir y transmitir el concurso de belleza por medio de su canal, Venevisión, la destacada participación de Miss Venezuela 1972, María Antonieta Cámpoli, en Miss Universo 1972 como segunda finalista, fue el gran triunfo para el nacido proyecto. Obteniendo posteriormente también la primera corona del certamen Miss Intercontinental en 1974, por la bolivarense, María Emilia de los Ríos, el cual marca el momento cuando la madurez del concurso empieza a dar frutos.

### Organización Miss Venezuela (1981-presente)

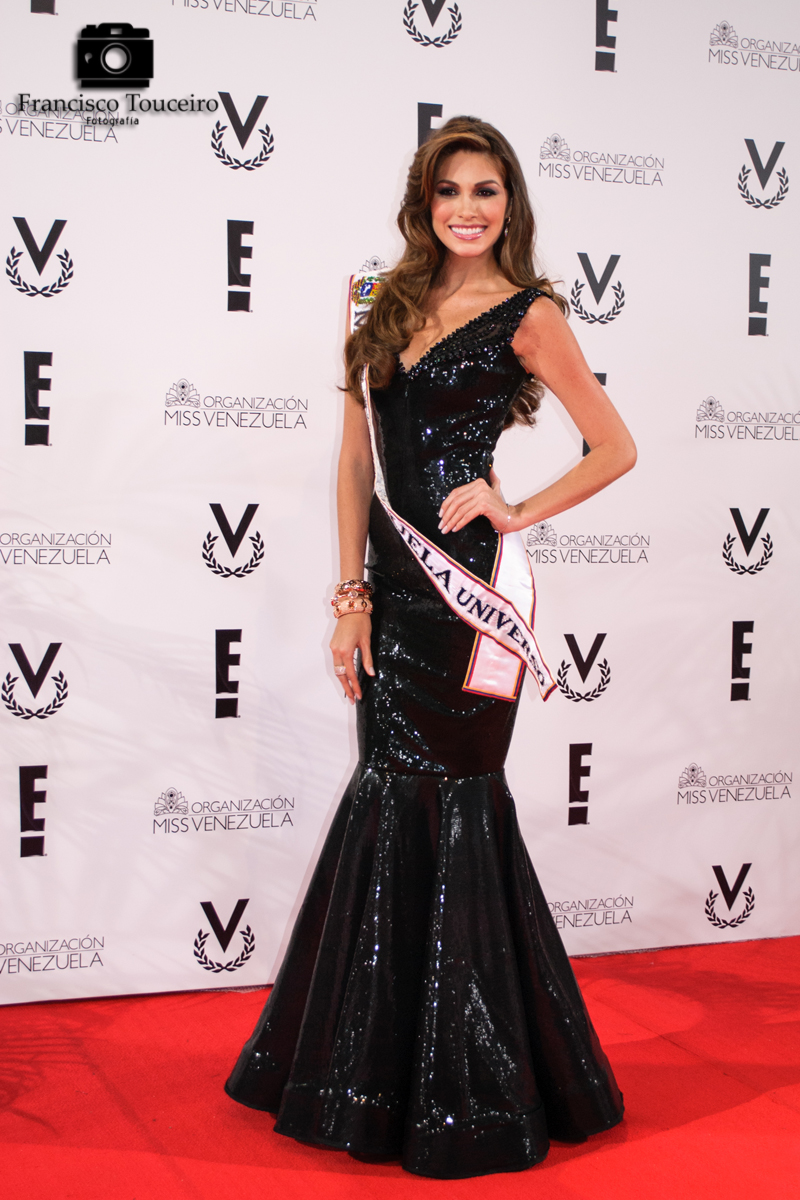
Gabriela Isler, Miss Venezuela 2012 y Miss Universo 2013.

En 1981, con el triunfo de Irene Sáez en el Miss Universo y Pilín León en el Miss Mundo, además del fallecimiento de Ignacio Font Coll en el mismo año; la Organización Cisneros se coloca al frente del Miss Venezuela en 1982, y se estructura oficialmente la Organización Miss Venezuela. Tras esto Cisneros y Acosta-Rubio nombra a Osmel Sousa, trabajador de la organización por muchos años, en febrero de 1982 como sucesor de Ignacio Font Coll, quien dirigía la presidencia del concurso, y nombraron a Joaquín Riviera, María Kallay y Mery Cortez como productor, coordinador y coreografa respectivamente del evento.
A partir de ese momento, el Miss Venezuela alcanzó un gran nivel y prestigio internacional, cuando las venezolanas se traían las coronas internacionales de cuanto concurso existiera en cualquier parte del mundo, o al menos, quedaban entre las primeras 6 finalistas. En la década de los noventa posteriormente, la Organización Miss Venezuela fue catalogada como el concurso de belleza de más éxito internacional.

A partir de 1984 las coronas usadas en los certámenes de la organización serían realizadas por George Wittels, quien hasta julio de 2018 fue el encargado oficial de elaborar las piezas de orfebrería del concurso Miss Venezuela, Wittels fue sucedido por la señora Mila Toledo (quien fuera Miss Distrito Federal 1980). En 1996 empieza a disponer de una página web, missvenezuela.com.

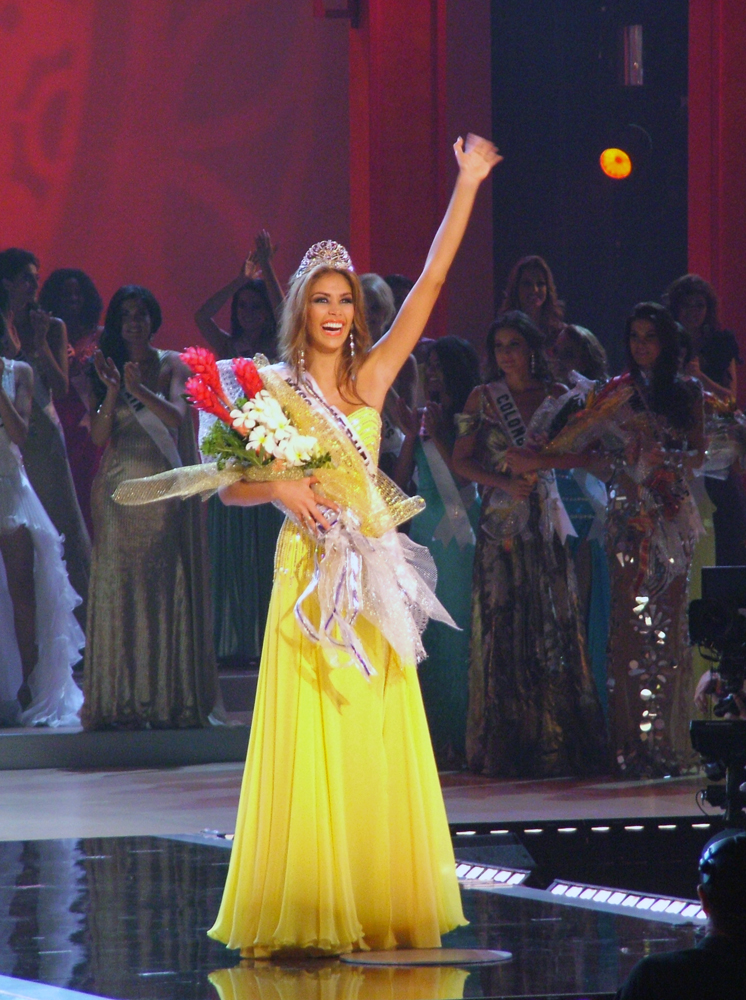
Dayana Mendoza. Miss Venezuela 2007 y Miss Universo 2008.

 En 2009 Venezuela logra el Récord Guinness al ser la primera y hasta ahora única representación en el Miss Universo en ser coronada por otra ganadora de la misma nación. 
En 2010, el certamen adquiere la franquicia del Miss Tierra la cual mantuvo hasta 2015 obteniendo una corona Alyz Henrich como Miss Tierra 2013.
Joaquín Riviera estaría al frente del concurso hasta su muerte en el año 2012, posteriormente tras la muerte de María Kallay en el año 2013, la producción del evento quedó a cargo de Peggy Navarro, Ricardo Di Salvatore, Vicente Alvarado y Erick Simonato; quienes formaban parte del equipo de producción junto a Riviera como productor general del mismo. En 2015, Peggy dejó el cargo, quedando entonces tres encargados los cuales hasta la fecha siguen formando parte de la Organización Miss Venezuela. 
En 2016, Mery Cortez anuncia su salida del certamen y de Venevision después de casi 45 años como productora coreográfica del certamen y de la mano del fallecido Joaquín Riviera.
El 6 de febrero de 2018 desde la red social Instagram, el presidente de la Organización Miss Venezuela, Osmel Sousa, por más de 40 años, anunció su retiro de la organización, quedando vacante la presidencia desde ese momento, poco tiempo después se conocería que las riendas del certamen la manejarían las ex reinas de belleza: Gabriela Isler, Miss Universo 2013; Jacqueline Aguilera, Miss Mundo 1995 y Top Model of the World 1995; y Nina Sicilia, Miss Internacional 1985, con el objetivo de dar un nuevo rumbo a uno de los concursos de belleza más importantes del mundo.
El 17 de abril de 2018 desde la misma red social, la Organización Miss Venezuela mediante una campaña de intriga fue que reveló las imágenes de quienes serían el nuevo comité ejecutivo; un día después se confirmó como se venía especulando que Nina Sicilia, Miss Internacional 1985, Jacqueline Aguilera, Miss Mundo 1995 y Gabriela Isler, Miss Universo 2013 conformarán un comité ejecutivo encargado de liderar la evolución del certamen, sustituyendo la antigua figura del presidente y actuando como el máximo órgano de liderazgo del certamen.

## El concurso

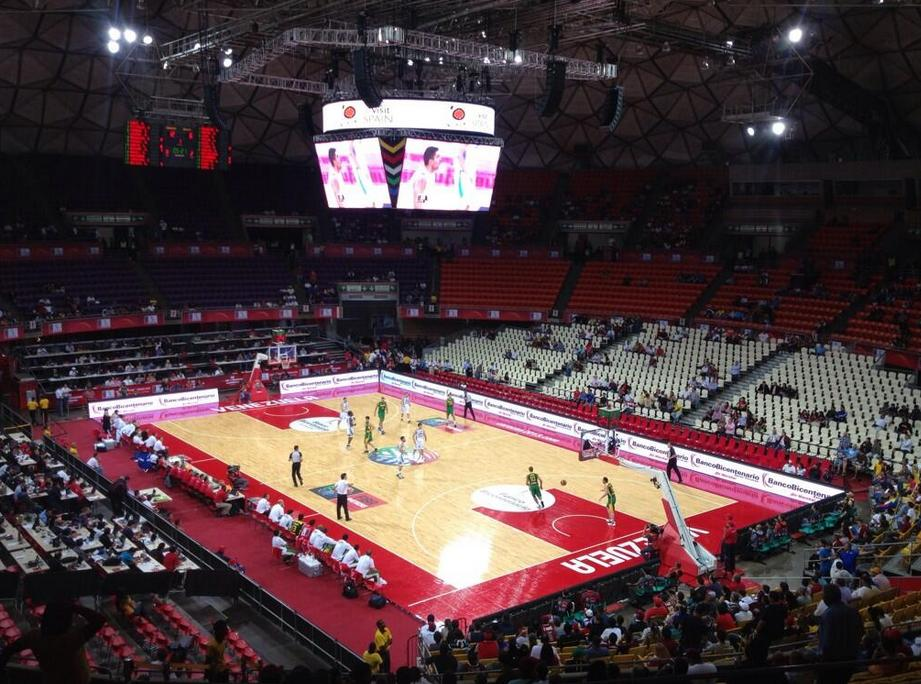
Interior del Poliedro de Caracas quien históricamente es el recinto sede. Sin embargo, en los últimos años no siempre ha albergado el evento.

Actualmente el Miss Venezuela se realiza entre los meses de septiembre, octubre o noviembre, tras unos tres meses o más de eventos preliminares como la Gala Interactiva de la Belleza, en el cual las aspirantes se presentan a la prensa y reciben premios y bandas por parte de los patrocinadores y marcas internacionales. 
Este acto se transmite por televisión y es de notable interés público, mientras el acto de coronación ha sido durante muchos años el programa de televisión más visto en Venezuela a pesar de que ha llegado a durar hasta 5 horas en 1995. 
A lo largo de los años, Miss Venezuela se ha llevado a cabo por tradición en el Poliedro de Caracas, o bien en los centros de convenciones de los hoteles más importantes de la ciudad de Caracas como el Hotel Intercontinental Tamanaco o en otras sedes como el Hotel Macuto Sheraton en el estado Vargas, en el Palacio de Eventos en la ciudad de Maracaibo en 2010, y en teatros como el Teatro Teresa Carreño, y hasta en los estudios de Venevisión.
Las aspirantes son seleccionadas de entre miles de muchachas, ya sea provenientes de las franquicias regionales o porque fueron seleccionadas directamente por la Organización Miss Venezuela, que decide el número de participantes que usualmente varía entre 24 y 26 candidatas. 
Normalmente, existe una candidata por cada uno de los 23 estados de Venezuela más el Distrito Capital, pero el número puede llegar hasta 28 e incluso 30 o 32 candidatas, pues, en ocasiones se incluyen regiones geográficas de importancia dentro de los mismos estados, tal es el caso de la Península Guajira, Península de Paraguaná, Costa Oriental, Canaima, Dependencias Federales o la Guayana Esequiba, entre otras.
Es importante acotar que la candidata no necesariamente debe ser nativa del estado o región a representar, el Miss Venezuela nunca ha hecho especial énfasis en este aspecto, para así fomentar la participación de todas las candidatas sin importar su estado de origen; por ejemplo, Ly Jonaitis, Miss Guárico y Miss Venezuela 2006 es oriunda de Valencia, estado Carabobo.
Debido a esto, a pesar de que estados como Aragua, Táchira, Lara, Zulia y Carabobo realizan concursos de belleza para elegir la representante al Miss Venezuela, la ganadora de estos certámenes regionales ganaba el derecho de representar el estado en la final del certamen. Sin embargo, a partir de 2013 y con la incorporación de los realities, estas franquicias regionales seleccionan a un grupo de participantes que puedes oscilar entre cinco y diez, o incluso más, las cuales pasan directamente a ser precandidatas al evento, para posteriormente ser seleccionadas las candidatas oficiales, dentro de un grupo que supera hasta 150 aspirantes, aunque puede variar si se presentara el caso, a partir del año 2018 se incorpora el EPI o también llamada Evaluación Preferencial Individual, donde las aspirantes a Miss Venezuela, tras una inscripción previa en línea, son evaluadas individualmente en la quinta Miss Venezuela para su preselección.
El escenario del certamen Miss Venezuela ha reunido grandes artistas nacionales e internacionales como: Celia Cruz, Oscar D'León, Chino y Nacho, Tito El Bambino, Wilfrido Vargas, Luis Fonsi, David Bisbal, Jorge Celedón, Daddy Yankee, Wisin y Yandel, Olga Tanón, Prince Royce, Kudai, Miguel Bosé, Chayanne, Ricky Martin, Romeo Santos, Franco de Vita, Ricardo Montaner, Simón Díaz, Raphael, Rocío Dúrcal, Kiara, Karina, entre tantos; acompañados por grandiosas coreografías, como las presentadas por La Primerísima de América, Mirla Castellanos, en sus presentaciones de 1980, 1982 y 1984; y la de Celia Cruz en 1987. Cabe destacar que Mirla Castellanos ha sido la artista con mayor números de apariciones en este certamen durante toda su historia.

## Presentadores
| #  | Edición | Presentador(es)       | Presentador(es)       | Presentador(es)       | Presentador(es)       | Copresentador(es)       | Copresentador(es)       | Copresentador(es)       | Copresentador(es)       |
| -- | ------- | --------------------- | --------------------- | --------------------- | --------------------- | ----------------------- | ----------------------- | ----------------------- | ----------------------- |
| 1  | 1952    | Desconocido           | Desconocido           | Desconocido           | Desconocido           | —                       | —                       | —                       | —                       |
| 2  | 1953    | Desconocido           | Desconocido           | Desconocido           | Desconocido           | —                       | —                       | —                       | —                       |
| 3  | 1955    | Desconocido           | Desconocido           | Desconocido           | Desconocido           | —                       | —                       | —                       | —                       |
| 4  | 1956    | Desconocido           | Desconocido           | Desconocido           | Desconocido           | —                       | —                       | —                       | —                       |
| 5  | 1957    | Renny Ottolina        | Renny Ottolina        | Renny Ottolina        | Renny Ottolina        | —                       | —                       | —                       | —                       |
| 6  | 1958    | Desconocido           | Desconocido           | Desconocido           | Desconocido           | —                       | —                       | —                       | —                       |
| 7  | 1960    | Desconocido           | Desconocido           | Desconocido           | Desconocido           | —                       | —                       | —                       | —                       |
| 8  | 1961    | Desconocido           | Desconocido           | Desconocido           | Desconocido           | —                       | —                       | —                       | —                       |
| 9  | 1962    | Desconocido           | Desconocido           | Desconocido           | Desconocido           | —                       | —                       | —                       | —                       |
| 10 | 1963    | Desconocido           | Desconocido           | Desconocido           | Desconocido           | —                       | —                       | —                       | —                       |
| 11 | 1964    | Desconocido           | Desconocido           | Desconocido           | Desconocido           | —                       | —                       | —                       | —                       |
| 12 | 1965    | Desconocido           | Desconocido           | Desconocido           | Desconocido           | —                       | —                       | —                       | —                       |
| 13 | 1966    | Desconocido           | Desconocido           | Desconocido           | Desconocido           | —                       | —                       | —                       | —                       |
| 14 | 1967    | Desconocido           | Desconocido           | Desconocido           | Desconocido           | —                       | —                       | —                       | —                       |
| 15 | 1968    | Desconocido           | Desconocido           | Desconocido           | Desconocido           | —                       | —                       | —                       | —                       |
| 16 | 1969    | Desconocido           | Desconocido           | Desconocido           | Desconocido           | —                       | —                       | —                       | —                       |
| 17 | 1970    | Desconocido           | Desconocido           | Desconocido           | Desconocido           | —                       | —                       | —                       | —                       |
| 18 | 1971    | Carmen Victoria Pérez | Carmen Victoria Pérez | Efraín de la Cerda    | Efraín de la Cerda    | —                       | —                       | —                       | —                       |
| 19 | 1972    | Gilberto Correa       | Gilberto Correa       | Liana Cortijo         | Liana Cortijo         | —                       | —                       | —                       | —                       |
| 20 | 1973    | Gilberto Correa       | Gilberto Correa       | Liana Cortijo         | Liana Cortijo         | —                       | —                       | —                       | —                       |
| 21 | 1974    | Gilberto Correa       | Gilberto Correa       | Liana Cortijo         | Liana Cortijo         | —                       | —                       | —                       | —                       |
| 22 | 1975    | Gilberto Correa       | Gilberto Correa       | Liana Cortijo         | Liana Cortijo         | —                       | —                       | —                       | —                       |
| 23 | 1976    | Gilberto Correa       | Gilberto Correa       | Liana Cortijo         | Liana Cortijo         | —                       | —                       | —                       | —                       |
| 24 | 1977    | Gilberto Correa       | Gilberto Correa       | Liana Cortijo         | Liana Cortijo         | —                       | —                       | —                       | —                       |
| 25 | 1978    | Gilberto Correa       | Gilberto Correa       | Liana Cortijo         | Liana Cortijo         | —                       | —                       | —                       | —                       |
| 26 | 1979    | Gilberto Correa       | Gilberto Correa       | Liana Cortijo         | Liana Cortijo         | —                       | —                       | —                       | —                       |
| 27 | 1980    | Gilberto Correa       | Gilberto Correa       | Carmen Victoria Pérez | Carmen Victoria Pérez | Hilda Carrero           | Hilda Carrero           | Hilda Carrero           | Hilda Carrero           |
| 28 | 1981    | Gilberto Correa       | Gilberto Correa       | Carmen Victoria Pérez | Carmen Victoria Pérez | María Antonieta Cámpoli | María Antonieta Cámpoli | María Antonieta Cámpoli | María Antonieta Cámpoli |
| 29 | 1982    | Gilberto Correa       | Gilberto Correa       | Carmen Victoria Pérez | Carmen Victoria Pérez | Raúl Velasco            | Raúl Velasco            | Raúl Velasco            | Raúl Velasco            |
| 30 | 1983    | Gilberto Correa       | Gilberto Correa       | Carmen Victoria Pérez | Carmen Victoria Pérez | Raúl Velasco            | Raúl Velasco            | Raúl Velasco            | Raúl Velasco            |
| 31 | 1984    | Gilberto Correa       | Gilberto Correa       | Carmen Victoria Pérez | Carmen Victoria Pérez | Raúl Velasco            | Raúl Velasco            | Raúl Velasco            | Raúl Velasco            |
| 32 | 1985    | Gilberto Correa       | Gilberto Correa       | Carmen Victoria Pérez | Carmen Victoria Pérez | Raúl Velasco            | Raúl Velasco            | Raúl Velasco            | Raúl Velasco            |
| 33 | 1986    | Gilberto Correa       | Gilberto Correa       | Carmen Victoria Pérez | Carmen Victoria Pérez | —                       | —                       | —                       | —                       |
| 34 | 1987    | Gilberto Correa       | Gilberto Correa       | Carmen Victoria Pérez | Carmen Victoria Pérez | Raúl Velasco            | Raúl Velasco            | Raúl Velasco            | Raúl Velasco            |
| 35 | 1988    | Gilberto Correa       | Gilberto Correa       | Carmen Victoria Pérez | Carmen Victoria Pérez | Raúl Velasco            | Raúl Velasco            | Raúl Velasco            | Raúl Velasco            |
| 36 | 1989    | Gilberto Correa       | Gilberto Correa       | Carmen Victoria Pérez | Carmen Victoria Pérez | Raúl Velasco            | Raúl Velasco            | Raúl Velasco            | Raúl Velasco            |
| 37 | 1990    | Gilberto Correa       | Gilberto Correa       | Bárbara Palacios      | Bárbara Palacios      | Rebecca de Alba         | Rebecca de Alba         | Rebecca de Alba         | Rebecca de Alba         |
| 38 | 1991    | Gilberto Correa       | Gilberto Correa       | Bárbara Palacios      | Bárbara Palacios      | —                       | —                       | —                       | —                       |
| 39 | 1992    | Gilberto Correa       | Gilberto Correa       | Bárbara Palacios      | Bárbara Palacios      | —                       | —                       | —                       | —                       |
| 40 | 1993    | Gilberto Correa       | Gilberto Correa       | Bárbara Palacios      | Bárbara Palacios      | —                       | —                       | —                       | —                       |
| 41 | 1994    | Gilberto Correa       | Gilberto Correa       | Bárbara Palacios      | Bárbara Palacios      | —                       | —                       | —                       | —                       |
| 42 | 1995    | Gilberto Correa       | Gilberto Correa       | Bárbara Palacios      | Bárbara Palacios      | —                       | —                       | —                       | —                       |
| 43 | 1996    | Gilberto Correa       | Gilberto Correa       | Bárbara Palacios      | Bárbara Palacios      | —                       | —                       | —                       | —                       |
| 44 | 1997    | Maite Delgado         | Maite Delgado         | Napoleón Bravo        | Napoleón Bravo        | Alicia Machado          | Alicia Machado          | Sandro Finoglio         | Sandro Finoglio         |
| 45 | 1998    | Maite Delgado         | Maite Delgado         | Guillermo Dávila      | Guillermo Dávila      | —                       | —                       | —                       | —                       |
| 46 | 1999    | Maite Delgado         | Maite Delgado         | José Luis Rodríguez   | José Luis Rodríguez   | —                       | —                       | —                       | —                       |
| 47 | 2000    | Maite Delgado         | Maite Delgado         | Omar Germenos         | Omar Germenos         | Fabiola Colmenares      | Fabiola Colmenares      | Fabiola Colmenares      | Fabiola Colmenares      |
| 48 | 2001    | Maite Delgado         | Maite Delgado         | Osvaldo Ríos          | Osvaldo Ríos          | Carmen Victoria Pérez   | Carmen Victoria Pérez   | Carmen Victoria Pérez   | Carmen Victoria Pérez   |
| 49 | 2002    | Maite Delgado         | Maite Delgado         | Gilberto Correa       | Gilberto Correa       | —                       | —                       | —                       | —                       |
| 50 | 2003    | Maite Delgado         | Maite Delgado         | Gilberto Correa       | Gilberto Correa       | Carmen Victoria Pérez   | Mariángel Ruiz          | Mariángel Ruiz          | Mariángel Ruiz          |
| 51 | 2004    | Maite Delgado         | Maite Delgado         | Daniel Sarcos         | Daniel Sarcos         | Carmen Victoria Pérez   | Carmen Victoria Pérez   | Carmen Victoria Pérez   | Carmen Victoria Pérez   |
| 52 | 2005    | Maite Delgado         | Maite Delgado         | Daniel Sarcos         | Daniel Sarcos         | —                       | —                       | —                       | —                       |
| 53 | 2006    | Maite Delgado         | Maite Delgado         | Daniel Sarcos         | Daniel Sarcos         | Gilberto Correa         | Gilberto Correa         | Gilberto Correa         | Gilberto Correa         |
| 54 | 2007    | Maite Delgado         | Maite Delgado         | Daniel Sarcos         | Daniel Sarcos         | —                       | —                       | —                       | —                       |
| 55 | 2008    | Maite Delgado         | Maite Delgado         | Daniel Sarcos         | Daniel Sarcos         | —                       | —                       | —                       | —                       |
| 56 | 2009    | Maite Delgado         | Maite Delgado         | Daniel Sarcos         | Daniel Sarcos         | Boris Izaguirre         | Boris Izaguirre         | Dayana Mendoza          | Dayana Mendoza          |
| 57 | 2010    | Boris Izaguirre       | Chiquinquirá Delgado  | Maite Delgado         | Viviana Gibelli       | —                       | —                       | —                       | —                       |
| 58 | 2011    | Daniela Kosán         | Daniela Kosán         | Leonardo Villalobos   | Leonardo Villalobos   | —                       | —                       | —                       | —                       |
| 59 | 2012    | Mariángel Ruiz        | Mariángel Ruiz        | Leonardo Villalobos   | Leonardo Villalobos   | Eglantina Zingg         | Eglantina Zingg         | Ismael Cala             | Ismael Cala             |
| 60 | 2013    | Maite Delgado         | Mariángel Ruiz        | Leonardo Villalobos   | Leonardo Villalobos   | Boris Izaguirre         | Viviana Gibelli         | Ismael Cala             | Ismael Cala             |
| 61 | 2014    | Mariángel Ruiz        | Mariángel Ruiz        | Leonardo Villalobos   | Leonardo Villalobos   | Gabriela Isler          | Gabriela Isler          | Gabriela Isler          | Gabriela Isler          |
| 62 | 2015    | Mariángel Ruiz        | Mariángel Ruiz        | Leonardo Villalobos   | Leonardo Villalobos   | Gabriela Isler          | Gabriela Isler          | Maite Delgado           | Maite Delgado           |
| 63 | 2016    | Mariángel Ruiz        | Mariángel Ruiz        | Leonardo Villalobos   | Leonardo Villalobos   | Dave Capella            | Dave Capella            | Dave Capella            | Dave Capella            |
| 64 | 2017    | Mariángel Ruiz        | Mariángel Ruiz        | Henrys Silva          | Henrys Silva          | Dave Capella            | Mariela Celis           | Shirley Varnagy         | Shirley Varnagy         |
| 65 | 2018    | Fanny Otatti          | Fanny Otatti          | Henrys Silva          | Henrys Silva          | Mariem Velazco          | Mariem Velazco          | José Andrés Padrón      | José Andrés Padrón      |
| 66 | 2019    | Fanny Otatti          | Fanny Otatti          | Henrys Silva          | Henrys Silva          | Mariem Velazco          | Mariem Velazco          | José Andrés Padrón      | José Andrés Padrón      |
| 67 | 2020    | Fanny Otatti          | Fanny Otatti          | Henrys Silva          | Henrys Silva          | Cynthia Lander          | Isabella Rodríguez      | José Andrés Padrón      | José Andrés Padrón      |
| 68 | 2021    | Isabella Rodríguez    | Henrys Silva          | Mariem Velazco        | Mariem Velazco        | Nieves Soteldo          | Nieves Soteldo          | José Andrés Padrón      | José Andrés Padrón      |
| 69 | 2022    | Maite Delgado         | Maite Delgado         | Maite Delgado         | Maite Delgado         | Henrys Silva            | Luis Olavarrieta        | José Andrés Padrón      | José Andrés Padrón      |
| 70 | 2023    | Maite Delgado         | Maite Delgado         | José Andrés Padrón    | José Andrés Padrón    | Isabella Rodríguez      | Nieves Soteldo          | Leo Aldana              | Harry Levy              |
| 71 | 2024    | Maite Delgado         | Maite Delgado         | José Andrés Padrón    | José Andrés Padrón    | —                       | —                       | —                       | —                       |

## Formato
Este certamen es el responsable de seleccionar a las representantes del país a Miss Universo, Miss Mundo, Miss Internacional y hasta 2015 a Miss Tierra (la cual a partir de 2016 es seleccionada por una franquicia distinta, denominada Miss Earth Venezuela); al igual que designaciones en su momento a certámenes como el Reinado Internacional del Café, Reina Hispanoamericana, y a otros concursos de belleza de talla internacional y continental como el Miss Continentes Unidos, Miss Supranacional, Miss Grand Internacional, y Miss Intercontinental.
Hasta la edición de 2011, se escogía en una misma versión a la representante al Miss Mundo; sin embargo luego del Miss Mundo 2012 y atendiendo al requerimiento de la Organización Miss Mundo por su presidenta Julia Morley, se realizó una reunión sostenida entre su presidenta, en Caracas, con su homólogo Osmel Sousa. La Organización Miss Venezuela tomó la decisión de ajustar los parámetros de la realización del certamen Miss Venezuela, dividiéndolo en dos eventos: uno para coronar a las representantes para Miss Universo, Miss Internacional y otro para escoger a la candidata del país al Miss Mundo, dicho certamen fue llamado Miss Venezuela Mundo. No obstante, a partir de 2016 este último certamen no se realiza, por lo que la primera finalista del Miss Venezuela 2016 es posteriormente designada al Miss Mundo ese mismo año, para 2017 en adelante nuevamente se toma la decisión de coronar a Miss Venezuela Mundo la misma noche del certamen Miss Venezuela.
Tradicionalmente, el certamen dura aproximadamente cuatro horas en vivo, con posibilidad de prórroga. En la mayoría de los casos, se lleva a cabo a mediados de septiembre o noviembre. Su lugar de realización principal y más famoso es el Poliedro de Caracas desde la década de 1990, aunque desde el año 2011 se ha estado realizando en los estudios Venevisión, el Estudio 1 principalmente, y desde 2017 en el Estudio 5.
El desfile es precedido por un mes de acontecimientos preliminares, incluyendo los premios corporativos, la presentación a la prensa y la Gala Interactiva de la Belleza, esta etapa es denominada Temporada de la Belleza, la cual a su vez comprende también numerosos programas televisados.
Bajo la dirección de Osmel Sousa, Venezuela se ha adjudicado más títulos de belleza mundiales que cualquier otro país, incluyendo los cuatro mayores, principales y más famosos certámenes o conocidos como The Big Four: siete ganadoras de Miss Universo, seis ganadoras de Miss Mundo, nueve ganadoras de Miss Internacional y dos ganadoras de Miss Tierra. Además, Venezuela lleva acumuladas otras coronas en otros concursos: siete ganadoras de Reina Hispanoamericana y cinco ganadoras del Miss Intercontinental, entre otras.

## Ganadoras del certamen
Desde 1952 hasta 2006 hubo cincuenta y cuatro ganadoras en cincuenta y cuatro años a pesar de los dos años en que no se realizó el concurso (1954 y 1959). La corrección sucedió con la renuncia de María José Yellici y Elluz Peraza en 1969 y 1976, respectivamente. En ambos casos fueron sustituidas por las primeras finalistas, Marzia Piazza y Judith Castillo, quienes sirvieron como Miss Venezuela exitosamente hasta el final del reinado.
En todos los años las ganadoras fueron elegidas por un jurado durante el acto de coronación final, excepto Miss Miranda 1991, Jackeline Rodríguez, quien fue designada directamente por Osmel Sousa tras conocerla en una universidad, para representar a Venezuela en el Miss Universo debido a que ese año el Miss Venezuela se pospuso de febrero a mayo, con lo cual sucedía después del concurso internacional. A partir de entonces, las ganadoras del Miss Venezuela participan en el Miss Universo del año siguiente, al igual que en el Miss Mundo y Miss Internacional.
En cuanto a estas participaciones, las reglas han cambiado durante los años, y se utiliza un sistema de jerarquía basado en la importancia de los concursos internacionales según la organización. Así, la ganadora del Miss Venezuela participa en el Miss Universo, la que ocupa el segundo puesto en el Miss Mundo, y la tercera en el Miss Internacional, durante algunos años también se premiaba la noche final del Miss Venezuela a la representante para Miss Tierra entre 2010 y 2015.
Ellas mismas u otras finalistas participan en concursos menores alrededor del mundo, lo cual es totalmente a discreción de la organización directamente. Desde 2013 hasta 2015, la candidata que representa a Venezuela en el Miss Mundo fue elegida en un concurso aparte llamado Miss Venezuela Mundo, no obstante, en 2016 el certamen no se realizó, por lo que Diana Croce Miss Nueva Esparta y primera finalista del Miss Venezuela 2016, sería designada para representar a Venezuela en el Miss Mundo 2016, mismo sistema se repetiría con la designación de Ana Carolina Ugarte como Miss Venezuela Mundo 2017. A partir de 2018, se recupera el sistema tradicional de selección en la noche final, (Miss Universo, Miss Mundo, y Miss Internacional).

### Ganadoras
| #  | Año  | Ganadora                                  | Estado                                                                                 | Lugar del evento                                | Participantes | Fecha                               |
| -- | ---- | ----------------------------------------- | -------------------------------------------------------------------------------------- | ----------------------------------------------- | ------------- | ----------------------------------- |
| 1  | 1952 | Sofía Silva Inserri (†)                   | Bolívar (Ganadora Oficial al Miss Universo 1952)                                       | Club de Golf Valle Arriba, Caracas              | 15            | Sábado, 7 de junio de 1952          |
| 2  | 1953 | Gisela Carlota Bolaños Scarton (†)        | Carabobo (Ganadora Oficial al Miss Universo 1953)                                      | Club de Golf Valle Arriba, Caracas              | 11            | Domingo, 7 de junio de 1953         |
| -  | 1954 | No se celebró                             | No se celebró                                                                          | No se celebró                                   | No se celebró | No se celebró                       |
| 3  | 1955 | Carmen Susana Duijm Zubillaga (†)         | Miranda (Ganadora Oficial al Miss Universo 1955 y al Miss Mundo 1955)                  | Hotel Tamanaco, Caracas                         | 11            | Sábado, 9 de julio de 1955          |
| 4  | 1956 | Blanca -Blanquita- Heredia Osío(†)        | Distrito Federal (Ganadora Oficial al Miss Universo 1956)                              | Hotel Tamanaco, Caracas                         | 16            | Sábado, 30 de junio de 1956         |
| 5  | 1957 | Consuelo Leticia Nouel Gómez (†)          | Distrito Federal (Ganadora Oficial al Miss Universo 1957 y al Miss Mundo 1957)         | Hotel Tamanaco, Caracas                         | 22            | Martes, 28 de junio de 1957         |
| 6  | 1958 | Ida Margarita Pieri Pérez                 | Sucre (Ganadora Oficial al Miss Universo 1958 y al Miss Mundo 1958)                    | Hotel Ávila, Caracas                            | 4             | Lunes, 14 de julio de 1958          |
| -  | 1959 | No se celebró                             | No se celebró                                                                          | No se celebró                                   | No se celebró | No se celebró                       |
| 7  | 1960 | Gladys Teresa -Laly- Ascanio Arredondo    | Distrito Federal (Ganadora Oficial al Miss Internacional 1960)                         | Hotel Tamanaco, Caracas                         | 14            | Sábado, 30 de julio de 1960         |
| 8  | 1961 | Anasaria -Ana Griselda- Vegas Albornoz    | Caracas (Ganadora Oficial al Miss Universo 1961)                                       | Hotel Tamanaco, Caracas                         | 21            | Sábado, 1 de julio de 1961          |
| 9  | 1962 | Olga Nieves -Olguita- Antonetti Núñez (†) | Anzoátegui (Ganadora Oficial al Miss Internacional 1962)                               | Teatro París, Caracas                           | 13            | Miércoles, 27 de junio de 1962      |
| 10 | 1963 | Irene Amelia Morales Machado              | Guárico (Ganadora Oficial al Miss Universo 1963)                                       | Teatro París, Caracas                           | 17            | Jueves, 30 de mayo de 1963          |
| 11 | 1964 | Mercedes Revenga de La Rosa               | Miranda (Ganadora Oficial al Miss Universo 1964)                                       | Teatro París, Caracas                           | 17            | Miércoles, 1 de julio de 1964       |
| 12 | 1965 | María Auxiliadora de las Casas McGill (†) | Distrito Federal (Ganadora Oficial al Miss Universo 1965)                              | Teatro del Círculo Militar, Caracas             | 17            | Jueves, 27 de mayo de 1965          |
| 13 | 1966 | Magally Beatriz Castro Egui               | Guárico (Ganadora Oficial al Miss Universo 1966)                                       | Teatro del Este, Caracas                        | 12            | Martes, 14 de junio de 1966         |
| 14 | 1967 | Mariela Pérez Branger                     | Departamento Vargas (Ganadora Oficial al Miss Universo 1967)                           | Teatro de la Escuela Militar, Caracas           | 16            | Lunes, 15 de junio de 1967          |
| 15 | 1968 | Peggy Kopp Arenas                         | Distrito Federal (Ganadora Oficial al Miss Universo 1968)                              | Teatro de Altamira, Caracas                     | 15            | Sábado, 25 de junio de 1968         |
| 16 | 1969 | María José Yellici Sánchez (Renunció)     | Aragua (Ganadora Oficial al Miss Universo 1969)                                        | Teatro París, Caracas                           | 16            | Martes, 1 de julio de 1969          |
| 16 | 1969 | Marzia Rita Gisela Piazza Suprani         | Departamento Vargas (Ganadora Oficial al Miss Mundo 1969 y al Miss Internacional 1970) | Teatro París, Caracas                           | 16            | Martes, 1 de julio de 1969          |
| 17 | 1970 | Bella Teresa de Jesús La Rosa de La Rosa  | Carabobo (Ganadora Oficial al Miss Universo 1970)                                      | Teatro Nacional de Venezuela, Caracas           | 16            | Miércoles, 1 de julio de 1970       |
| 18 | 1971 | Jeannette Amelia Donzella Sánchez         | Monagas (Ganadora Oficial al Miss Universo 1971)                                       | Teatro Nacional de Venezuela, Caracas           | 15            | Sábado, 17 de julio de 1971         |
| 19 | 1972 | María Antonietta Cámpoli Prisco           | Nueva Esparta (Ganadora Oficial al Miss Universo 1972)                                 | Teatro París, Caracas                           | 16            | Miércoles, 12 de julio de 1972      |
| 20 | 1973 | Desirée Rolando                           | Carabobo (Ganadora Oficial al Miss Universo 1973)                                      | Club de Suboficiales, Caracas                   | 15            | Martes, 10 de julio de 1973         |
| 21 | 1974 | Neyla Chiquinquirá Moronta Sangronis      | Zulia (Ganadora Oficial al Miss Universo 1974)                                         | Club de Suboficiales, Caracas                   | 15            | Jueves, 30 de mayo de 1974          |
| 22 | 1975 | Maritza Pineda Montoya                    | Nueva Esparta (Ganadora Oficial al Miss Universo 1975)                                 | Poliedro de Caracas                             | 15            | Miércoles, 25 de junio de 1975      |
| 23 | 1976 | Elluz Coromoto Peraza González (Renunció) | Guárico (sin participación internacional)                                              | Teatro París, Caracas                           | 19            | Viernes, 21 de mayo de 1976         |
| 23 | 1976 | Judith Josefina Castillo Uribe            | Nueva Esparta (Ganadora Oficial al Miss Universo 1976)                                 | Teatro París, Caracas                           | 19            | Viernes, 21 de mayo de 1976         |
| 24 | 1977 | Cristal del Mar Montañez Arocha           | Departamento Vargas (Ganadora Oficial al Miss Universo 1977)                           | Teatro París, Caracas                           | 15            | Viernes, 6 de mayo de 1977          |
| 25 | 1978 | Marisol Coromoto Alfonzo Marcano          | Guárico (Ganadora Oficial al Miss Universo 1978)                                       | Teatro del Club de Suboficiales, Caracas        | 19            | Viernes, 28 de abril de 1978        |
| 26 | 1979 | Maritza Sayalero Fernández                | Departamento Vargas (Ganadora Oficial al Miss Universo 1979) (Miss Universo 1979       | Hotel Caracas Hilton, Caracas                   | 16            | Jueves, 17 de mayo de 1979          |
| 27 | 1980 | María Xavier -Maye- Brandt Angulo (†)     | Lara (Ganadora Oficial al Miss Universo 1980)                                          | Hotel Macuto Sheraton, Caraballeda, Vargas      | 14            | Jueves, 8 de mayo de 1980           |
| 28 | 1981 | Irene Lailín Sáez Conde                   | Miranda (Ganadora Oficial al Miss Universo 1981) (Miss Universo 1981)                  | Hotel Macuto Sheraton, Caraballeda, Vargas      | 19            | Jueves, 7 de mayo de 1981           |
| 29 | 1982 | Ana Teresa Oropeza Villavicencio          | Guárico (Ganadora Oficial al Miss Universo 1982)                                       | Hotel Macuto Sheraton, Caraballeda, Vargas      | 19            | Jueves, 6 de mayo de 1982           |
| 30 | 1983 | Paola Laura Ruggeri Ghigo                 | Portuguesa (Ganadora Oficial al Miss Universo 1983)                                    | Hotel Macuto Sheraton, Caraballeda, Vargas      | 22            | Jueves, 5 de mayo de 1983           |
| 31 | 1984 | Carmen María Montiel Ávila                | Zulia (Ganadora Oficial al Miss Universo 1984)                                         | Hotel Macuto Sheraton, Caraballeda, Vargas      | 23            | Viernes, 11 de mayo de 1984         |
| 32 | 1985 | Silvia Cristina Martínez Stapulionis      | Guárico (Ganadora Oficial al Miss Universo 1985)                                       | Hotel Macuto Sheraton, Caraballeda, Vargas      | 25            | Viernes, 3 de mayo de 1985          |
| 33 | 1986 | Bárbara Palacios Teyde                    | Trujillo (Ganadora Oficial al Miss Universo 1986) (Miss Universo 1986)                 | Teatro Municipal de Caracas, Caracas            | 24            | Viernes, 9 de mayo de 1986          |
| 34 | 1987 | Inés María Calero Rodríguez               | Nueva Esparta (Ganadora Oficial al Miss Universo 1987)                                 | Teatro Municipal de Caracas, Caracas            | 23            | Viernes, 6 de febrero de 1987       |
| 35 | 1988 | Yajaira Cristina Vera Roldán              | Miranda (Ganadora Oficial al Miss Universo 1988)                                       | Teatro Municipal de Caracas, Caracas            | 26            | Viernes, 5 de febrero de 1988       |
| 36 | 1989 | Eva Lisa Larsdotter Ljung                 | Lara (Ganadora Oficial al Miss Universo 1989)                                          | Poliedro de Caracas                             | 28            | Jueves, 16 de febrero de 1989       |
| 37 | 1990 | Andreína Katarina Goetz Blohm             | Bolívar (Ganadora Oficial al Miss Universo 1990)                                       | Poliedro de Caracas                             | 27            | Jueves, 1 de febrero de 1990        |
| 38 | 1991 | Carolina Eva Izsak Kemenyfy               | Amazonas (Ganadora Oficial al Miss Universo 1992)                                      | Poliedro de Caracas                             | 29            | Jueves, 23 de mayo de 1991          |
| 39 | 1992 | Milka Yelisava Chulina Urbanich           | Aragua (Ganadora Oficial al Miss Universo 1993 y al Miss Internacional 1994)           | Poliedro de Caracas                             | 30            | Miércoles, 9 de septiembre de 1992  |
| 40 | 1993 | Minorka Marisela Mercado Carrero          | Apure (Ganadora Oficial al Miss Universo 1994)                                         | Sala Ríos Reyna, Teatro Teresa Carreño, Caracas | 26            | Viernes, 3 de septiembre de 1993    |
| 41 | 1994 | Denyse del Carmen Floreano Camargo        | Costa Oriental (Ganadora Oficial al Miss Universo 1995)                                | Sala Ríos Reyna, Teatro Teresa Carreño, Caracas | 26            | Viernes, 2 de septiembre de 1994    |
| 42 | 1995 | Yoseph Alicia Machado Fajardo             | Yaracuy (Ganadora Oficial al Miss Universo 1996) (Miss Universo 1996)                  | Poliedro de Caracas                             | 28            | Miércoles, 27 de septiembre de 1995 |
| 43 | 1996 | Marena Josefina Bencomo Giménez           | Carabobo (Ganadora Oficial al Miss Universo 1997)                                      | Poliedro de Caracas                             | 28            | Viernes, 6 de septiembre de 1996    |
| 44 | 1997 | Veruska Tatiana Ramírez                   | Táchira (Ganadora Oficial al Miss Universo 1998)                                       | Poliedro de Caracas                             | 29            | Viernes, 12 de septiembre de 1997   |
| 45 | 1998 | Lucbel Carolina Indriago Pinto            | Delta Amacuro (Ganadora Oficial al Miss Universo 1999)                                 | Poliedro de Caracas                             | 30            | Viernes, 11 de septiembre de 1998   |
| 46 | 1999 | Martina Thorogood Heemsen                 | Miranda (Ganadora Oficial al Miss Mundo 1999)                                          | Poliedro de Caracas                             | 26            | Viernes, 10 de septiembre de 1999   |
| 47 | 2000 | Eva Mónica Anna Ekvall Johnson (†)        | Apure (Ganadora Oficial al Miss Universo 2001)                                         | Poliedro de Caracas                             | 26            | Viernes, 8 de septiembre de 2000    |
| 48 | 2001 | Cynthia Cristina Lander Zamora            | Distrito Capital (Ganadora Oficial al Miss Universo 2002 y al Miss Internacional 2002) | Poliedro de Caracas                             | 26            | Viernes, 14 de septiembre de 2001   |
| 49 | 2002 | Mariángel Ruiz Torrealba                  | Aragua (Ganadora Oficial al Miss Universo 2003)                                        | Poliedro de Caracas                             | 26            | Viernes, 20 de septiembre de 2002   |
| 50 | 2003 | Ana Karina Áñez Delgado                   | Lara (Ganadora Oficial al Miss Universo 2004)                                          | Estudio 1 de Venevisión, La Colina, Caracas     | 32            | Jueves, 16 de octubre de 2003       |
| 51 | 2004 | Mónica Spear Mootz (†)                    | Guárico (Ganadora Oficial al Miss Universo 2005)                                       | Poliedro de Caracas                             | 28            | Jueves, 23 de septiembre de 2004    |
| 52 | 2005 | Jictzad Nakarhyt Viña Carreño             | Sucre (Ganadora Oficial al Miss Universo 2006)                                         | Poliedro de Caracas                             | 28            | Jueves, 15 de septiembre de 2005    |
| 53 | 2006 | Lidymar Carolina -Ly- Jonaitis Escalona   | Guárico (Ganadora Oficial al Miss Universo 2007)                                       | Poliedro de Caracas                             | 28            | Jueves, 14 de septiembre de 2006    |
| 54 | 2007 | Dayana Sabrina Mendoza Moncada            | Amazonas (Ganadora Oficial al Miss Universo 2008) (Miss Universo 2008)                 | Poliedro de Caracas                             | 28            | Jueves, 13 de septiembre de 2007    |
| 55 | 2008 | Stefanía Fernández Krupij                 | Trujillo (Ganadora Oficial al Miss Universo 2009) (Miss Universo 2009)                 | Poliedro de Caracas                             | 28            | Miércoles, 10 de septiembre de 2008 |
| 56 | 2009 | Marelisa Gibson Villegas                  | Miranda (Ganadora Oficial al Miss Universo 2010)                                       | Poliedro de Caracas                             | 20            | Jueves, 24 de septiembre de 2009    |
| 57 | 2010 | Vanessa Andrea Gonçalves Gomes            | Miranda (Ganadora Oficial al Miss Universo 2011)                                       | Palacio de Eventos, Maracaibo, Zulia            | 28            | Jueves, 28 de octubre de 2010       |
| 58 | 2011 | Irene Sofía Esser Quintero                | Sucre (Ganadora Oficial al Miss Universo 2012)                                         | Estudio 1 de Venevisión, La Colina, Caracas     | 24            | Sábado, 15 de octubre de 2011       |
| 59 | 2012 | María Gabriela Isler Morales              | Guárico (Ganadora Oficial al Miss Universo 2013) (Miss Universo 2013)                  | Hotel Tamanaco, Caracas                         | 24            | Jueves, 30 de agosto de 2012        |
| 60 | 2013 | Migbelis Lynette Castellanos Romero       | Costa Oriental (Ganadora Oficial al Miss Universo 2014)                                | Poliedro de Caracas                             | 26            | Jueves, 10 de octubre de 2013       |
| 61 | 2014 | Mariana Coromoto Jiménez Martínez         | Guárico (Ganadora Oficial al Miss Universo 2015)                                       | Estudio 1 de Venevisión, La Colina, Caracas     | 25            | Jueves, 9 de octubre de 2014        |
| 62 | 2015 | Mariam Habach Santucci                    | Lara (Ganadora Oficial al Miss Universo 2016)                                          | Estudio 1 de Venevisión, La Colina, Caracas     | 25            | Jueves, 8 de octubre de 2015        |
| 63 | 2016 | Keysi Mairin Sayago Arrechedera           | Monagas (Ganadora Oficial al Miss Universo 2017)                                       | Estudio 1 de Venevisión, La Colina, Caracas     | 24            | Miércoles, 5 de octubre de 2016     |
| 64 | 2017 | Sthefany Yoharlis Gutiérrez Gutiérrez     | Delta Amacuro (Ganadora Oficial al Miss Universo 2018)                                 | Estudio 5 de Venevisión, La Colina, Caracas     | 24            | Jueves, 9 de noviembre de 2017      |
| 65 | 2018 | María Isabel «Isabella» Rodríguez Guzmán  | Portuguesa (Ganadora Oficial al Miss Mundo 2019)                                       | Estudio 5 de Venevisión, La Colina, Caracas     | 24            | Jueves, 13 de diciembre de 2018     |
| 66 | 2019 | Lulyana Thalia Olvino Torres              | Delta Amacuro (Ganadora Oficial al Miss Universo 2019)                                 | Estudio 5 de Venevisión, La Colina, Caracas     | 24            | Jueves, 1 de agosto de 2019         |
| 67 | 2020 | Mariángel Villasmil Arteaga               | Zulia (Ganadora Oficial al Miss Universo 2020)                                         | Estudio 1 de Venevisión, La Colina, Caracas     | 22            | Jueves, 24 de septiembre de 2020    |
| 68 | 2021 | Amanda Dudamel Newman                     | Región Andina (Ganadora Oficial al Miss Universo 2022)                                 | Estudio 1 de Venevisión, La Colina, Caracas     | 18            | Jueves, 28 de octubre de 2021       |
| 69 | 2022 | Diana Carolina Silva Francisco            | Distrito Capital (Ganadora Oficial al Miss Universo 2023)                              | Poliedro de Caracas                             | 24            | Miércoles, 16 de noviembre de 2022  |
| 70 | 2023 | Ileana del Carmen Márquez Pedroza         | Amazonas (Ganadora Oficial al Miss Universo 2024)                                      | Centro Comercial Líder, Caracas                 | 25            | Jueves, 7 de diciembre de 2023      |
| 71 | 2024 | Stephany Adriana Abasali Nasser           | Anzoátegui (Ganadora Oficial al Miss Universo 2025)                                    | Centro Comercial Líder, Caracas                 | 25            | Jueves, 5 de diciembre de 2024      |

#### Edición especial
| # | Año  | Ganadora                         | Estado                                                           | Lugar del evento                            | Participantes | Fecha                         |
| - | ---- | -------------------------------- | ---------------------------------------------------------------- | ------------------------------------------- | ------------- | ----------------------------- |
| 1 | 2000 | Claudia Cristina Moreno González | N° 8 (Distrito Capital) (Ganadora Oficial al Miss Universo 2000) | Estudio 1 de Venevisión, La Colina, Caracas | 10            | Sábado, 26 de febrero de 2000 |

### Segundo lugar
| #  | Año  | Ganadora                                          | Estado                                                                                 | Lugar del evento                                | Participantes | Fecha                               |
| -- | ---- | ------------------------------------------------- | -------------------------------------------------------------------------------------- | ----------------------------------------------- | ------------- | ----------------------------------- |
| 1  | 1952 | Ligia De Lima                                     | Anzoátegui (sin participación internacional)                                           | Club de Golf Valle Arriba, Caracas              | 15            | Martes, 7 de junio de 1952          |
| 2  | 1953 | Delmira Antonetti Núñez                           | Monagas (sin participación internacional)                                              | Club de Golf Valle Arriba, Caracas              | 11            | Martes, 7 de junio de 1953          |
| —  | 1954 | No se celebró                                     | No se celebró                                                                          | No se celebró                                   | No se celebró | No se celebró                       |
| 3  | 1955 | Ivonne Cisneros                                   | Bolívar (sin participación internacional)                                              | Hotel Tamanaco, Caracas                         | 11            | Jueves, 9 de julio de 1955          |
| 4  | 1956 | Celsa Drucila Pieri Pérez                         | Sucre (Ganadora Oficial al Miss Mundo 1956)                                            | Hotel Tamanaco, Caracas                         | 16            | Jueves, 30 de junio de 1956         |
| 5  | 1957 | Bertha Dávila                                     | Lara (sin participación internacional)                                                 | Hotel Tamanaco, Caracas                         | 22            | Martes, 28 de junio de 1957         |
| 6  | 1958 | Elena Russo                                       | Aragua (sin participación internacional)                                               | Hotel Ávila, Caracas                            | 4             | Martes, 14 de julio de 1958         |
| —  | 1959 | No se celebró                                     | No se celebró                                                                          | No se celebró                                   | No se celebró | No se celebró                       |
| 7  | 1960 | Magaly Burguera                                   | Mérida (sin participación internacional)                                               | Hotel Tamanaco, Caracas                         | 14            | Jueves, 30 de julio de 1960         |
| 8  | 1961 | Gloria Lilué Chaljub                              | Distrito Federal (Ganadora Oficial al Miss Internacional 1961)                         | Hotel Tamanaco, Caracas                         | 21            | Martes, 1 de julio de 1961          |
| 9  | 1962 | Betsabé Franco Blanco                             | Aragua (Ganadora Oficial al Miss Mundo 1962)                                           | Teatro París, Caracas                           | 13            | Lunes, 27 de junio de 1962          |
| 10 | 1963 | Norah Luisa Duarte                                | Carabobo (Ganadora Oficial al Miss Internacional 1963)                                 | Teatro París, Caracas                           | 17            | Jueves, 30 de mayo de 1963          |
| 11 | 1964 | Mercedes Hernández Nieves (†)                     | Portuguesa (Ganadora Oficial al Miss Mundo 1964)                                       | Teatro París, Caracas                           | 17            | Miércoles, 1 de julio de 1964       |
| 12 | 1965 | Nancy Elizabeth González Aceituno                 | Anzoátegui (Ganadora Oficial al Miss Mundo 1965)                                       | Teatro del Círculo Militar, Caracas             | 17            | Lunes, 27 de mayo de 1965           |
| 13 | 1966 | Jeannette Kopp Arenas                             | Distrito Federal (Ganadora Oficial al Miss Mundo 1966)                                 | Teatro del Este, Caracas                        | 12            | Martes, 14 de junio de 1966         |
| 14 | 1967 | Irene Böttger Herrera                             | Bolívar (Ganadora Oficial al Miss Mundo 1967)                                          | Teatro de la Escuela Militar, Caracas           | 16            | Miércoles, 15 de junio de 1967      |
| 15 | 1968 | Cherry Núñez Rodríguez                            | Miranda (Ganadora Oficial al Miss Mundo 1968)                                          | Teatro de Altamira, Caracas                     | 15            | Sábado, 25 de junio de 1968         |
| 16 | 1969 | Marzia Rita Gisela Piazza Suprani                 | Departamento Vargas (Ganadora Oficial al Miss Mundo 1969 y al Miss Internacional 1970) | Teatro París, Caracas                           | 16            | Miércoles, 1 de julio de 1969       |
| 17 | 1970 | Tomasa Nina de las Casas Mata                     | Miranda (Ganadora Oficial al Miss Mundo 1970)                                          | Teatro Nacional de Venezuela, Caracas           | 16            | Miércoles, 1 de julio de 1970       |
| 18 | 1971 | Ana María Padrón Ibarrondo                        | Carabobo (Ganadora Oficial al Miss Mundo 1971)                                         | Teatro Nacional de Venezuela, Caracas           | 15            | Sábado, 17 de julio de 1971         |
| 19 | 1972 | Amalia Heller Gómez                               | Sucre (Ganadora Oficial al Miss Mundo 1972)                                            | Teatro París, Caracas                           | 16            | Miércoles, 12 de julio de 1972      |
| 20 | 1973 | Edicta de los Ángeles García Oporto               | Zulia (Ganadora Oficial al Miss Mundo 1973)                                            | Club de Suboficiales, Caracas                   | 15            | Martes, 10 de julio de 1973         |
| 21 | 1974 | Alicia Rivas Serrano                              | Departamento Vargas (Ganadora Oficial al Miss Mundo 1974)                              | Club de Suboficiales, Caracas                   | 15            | Jueves, 30 de mayo de 1974          |
| 22 | 1975 | María Conchita Alonso                             | Distrito Federal (Ganadora Oficial al Miss Mundo 1975)                                 | Poliedro de Caracas                             | 15            | Miércoles, 25 de junio de 1975      |
| 23 | 1976 | María Genoveva Rivero Giménez                     | Lara (Ganadora Oficial al Miss Mundo 1976)                                             | Teatro París, Caracas                           | 19            | Viernes, 21 de mayo de 1976         |
| 24 | 1977 | Vilma Yadira Góliz Romero (Descalificada)         | Falcón (sin participación internacional)                                               | Teatro París, Caracas                           | 15            | Viernes, 6 de mayo de 1977          |
| 24 | 1977 | Jackeline van den Branden Oquendo (2.ª finalista) | Distrito Federal (Ganadora Oficial al Miss Mundo 1977)                                 | Teatro París, Caracas                           | 15            | Viernes, 6 de mayo de 1977          |
| 25 | 1978 | Katy Patricia Tóffoli Andrade                     | Falcón (Ganadora Oficial al Miss Mundo 1978)                                           | Teatro del Club de Suboficiales, Caracas        | 19            | Viernes, 28 de abril de 1978        |
| 26 | 1979 | Tatiana Capote                                    | Barinas (Ganadora Oficial al Miss Mundo 1979)                                          | Hotel Caracas Hilton, Caracas                   | 16            | Jueves, 17 de mayo de 1979          |
| 27 | 1980 | Hilda Astrid Abrahamz Navarro                     | Departamento Vargas (Ganadora Oficial al Miss Mundo 1980)                              | Hotel Macuto Sheraton, Caraballeda, Vargas      | 14            | Jueves, 8 de mayo de 1980           |
| 28 | 1981 | Pilín León                                        | Aragua (Ganadora Oficial al Miss Mundo 1981)                                           | Hotel Macuto Sheraton, Caraballeda, Vargas      | 19            | Jueves, 7 de mayo de 1981           |
| 29 | 1982 | Michelle Marie Shoda Belloso                      | Falcón (Ganadora Oficial al Miss Mundo 1982)                                           | Hotel Macuto Sheraton, Caraballeda, Vargas      | 19            | Jueves, 6 de mayo de 1982           |
| 30 | 1983 | Carolina Cerruti Duijm                            | Apure (Ganadora Oficial al Miss Mundo 1983)                                            | Hotel Macuto Sheraton, Caraballeda, Vargas      | 22            | Jueves, 5 de mayo de 1983           |
| 31 | 1984 | Astrid Carolina Herrera                           | Miranda (Ganadora Oficial al Miss Mundo 1984)                                          | Hotel Macuto Sheraton, Caraballeda, Vargas      | 23            | Viernes, 11 de mayo de 1984         |
| 32 | 1985 | Ruddy Rodríguez D'Lucía                           | Anzoátegui (Ganadora Oficial al Miss Mundo 1985)                                       | Hotel Macuto Sheraton, Caraballeda, Vargas      | 25            | Viernes, 3 de mayo de 1985          |
| 33 | 1986 | María Begoña Juaristi Matteo                      | Zulia (Ganadora Oficial al Miss Mundo 1986)                                            | Teatro Municipal de Caracas, Caracas            | 24            | Viernes, 9 de mayo de 1986          |
| 34 | 1987 | Albani Josefina Lozada Jiménez                    | Portuguesa (Ganadora Oficial al Miss Mundo 1987)                                       | Teatro Municipal de Caracas, Caracas            | 23            | Viernes, 6 de febrero de 1987       |
| 35 | 1988 | Emma Irmgard Marina Rabbe Ramírez                 | Distrito Federal (Ganadora Oficial al Miss Mundo 1988)                                 | Teatro Municipal de Caracas, Caracas            | 26            | Viernes, 5 de febrero de 1988       |
| 36 | 1989 | Fabiola Chiara Candosín Marchetti (†)             | Distrito Federal (Ganadora Oficial al Miss Mundo 1989)                                 | Poliedro de Caracas                             | 28            | Jueves, 16 de febrero de 1989       |
| 37 | 1990 | Sharon Raquel Luengo González                     | Costa Oriental (Ganadora Oficial al Miss Mundo 1990)                                   | Poliedro de Caracas                             | 27            | Jueves, 1 de febrero de 1990        |
| 38 | 1991 | Ninibeth Beatriz Leal Jiménez                     | Zulia (Ganadora Oficial al Miss Mundo 1991)                                            | Poliedro de Caracas                             | 29            | Jueves, 23 de mayo de 1991          |
| 39 | 1992 | Francis del Valle Gago Aponte                     | Bolívar (Ganadora Oficial al Miss Mundo 1992)                                          | Poliedro de Caracas                             | 30            | Miércoles, 9 de septiembre de 1992  |
| 40 | 1993 | Mónica Lei Scaccia                                | Distrito Federal (Ganadora Oficial al Miss Mundo 1993)                                 | Sala Ríos Reyna, Teatro Teresa Carreño, Caracas | 26            | Viernes, 3 de septiembre de 1993    |
| 41 | 1994 | Irene Esther Ferreira Izquierdo                   | Miranda (Ganadora Oficial al Miss Mundo 1994)                                          | Sala Ríos Reyna, Teatro Teresa Carreño, Caracas | 26            | Viernes, 2 de septiembre de 1994    |
| 42 | 1995 | Jacqueline María Aguilera Marcano                 | Nueva Esparta (Ganadora Oficial al Miss Mundo 1995)                                    | Poliedro de Caracas                             | 28            | Miércoles, 27 de septiembre de 1995 |
| 43 | 1996 | Ana Cepinska                                      | Nueva Esparta (Ganadora Oficial al Miss Mundo 1996)                                    | Poliedro de Caracas                             | 28            | Viernes, 6 de septiembre de 1996    |
| 44 | 1997 | Christina Dieckmann Jiménez                       | Nueva Esparta (Ganadora Oficial al Miss Mundo 1997)                                    | Poliedro de Caracas                             | 29            | Viernes, 12 de septiembre de 1997   |
| 45 | 1998 | Verónica Schneider Rodríguez                      | Monagas (Ganadora Oficial al Miss Mundo 1998)                                          | Poliedro de Caracas                             | 30            | Viernes, 11 de septiembre de 1998   |
| 46 | 1999 | Norkys Batista                                    | Nueva Esparta (Ganadora Oficial al Miss Atlántico Internacional 2000)                  | Poliedro de Caracas                             | 26            | Viernes, 10 de septiembre de 1999   |
| 47 | 2000 | Vivian Urdaneta                                   | Costa Oriental (Ganadora Oficial al Miss Internacional 2000)                           | Poliedro de Caracas                             | 26            | Viernes, 8 de septiembre de 2000    |
| 48 | 2001 | Aura Zambrano                                     | Táchira (Ganadora Oficial al Miss Internacional 2001)                                  | Poliedro de Caracas                             | 26            | Viernes, 14 de septiembre de 2001   |
| 49 | 2002 | Goizeder Azúa                                     | Carabobo (Ganadora Oficial al Miss Mundo 2002 y al Miss Internacional 2003)            | Poliedro de Caracas                             | 26            | Viernes, 20 de septiembre de 2002   |
| 50 | 2003 | Valentina Patruno                                 | Miranda (Ganadora Oficial al Miss Mundo 2003)                                          | Estudio 1 de Venevisión, La Colina, Caracas     | 32            | Jueves, 16 de octubre de 2003       |
| 51 | 2004 | Andrea María Milroy                               | Trujillo (Ganadora Oficial al Miss Mundo 2004)                                         | Poliedro de Caracas                             | 28            | Jueves, 23 de septiembre de 2004    |
| 52 | 2005 | Susan Carrizo                                     | Costa Oriental (Ganadora Oficial al Miss Mundo 2005)                                   | Poliedro de Caracas                             | 28            | Jueves, 15 de septiembre de 2005    |
| 53 | 2006 | Claudia Suárez                                    | Mérida (Ganadora Oficial al Miss Mundo 2007)                                           | Poliedro de Caracas                             | 28            | Jueves, 14 de septiembre de 2006    |
| 54 | 2007 | Hannelly Quintero                                 | Cojedes (Ganadora Oficial al Miss Mundo 2008 y al Miss Intercontinental 2009)          | Poliedro de Caracas                             | 28            | Jueves, 13 de septiembre de 2007    |
| 55 | 2008 | María Milagros Véliz                              | Anzoátegui (Ganadora Oficial al Miss Mundo 2009)                                       | Poliedro de Caracas                             | 28            | Miércoles, 10 de septiembre de 2008 |
| 56 | 2009 | Adriana Vasini                                    | Zulia (Ganadora Oficial al Miss Mundo 2010)                                            | Poliedro de Caracas                             | 20            | Jueves, 24 de septiembre de 2009    |
| 57 | 2010 | Ivian Sarcos                                      | Amazonas (Ganadora Oficial al Miss Mundo 2011)                                         | Palacio de Eventos, Maracaibo, Zulia            | 28            | Jueves, 28 de octubre de 2010       |
| 58 | 2011 | Gabriella Ferrari                                 | Distrito Capital (Ganadora Oficial al Miss Mundo 2012)                                 | Estudio 1 de Venevisión, La Colina, Caracas     | 24            | Sábado, 15 de octubre de 2011       |
| 59 | 2012 | Elián Herrera                                     | Aragua (Ganadora Oficial al Miss Internacional 2013)                                   | Hotel Tamanaco, Caracas                         | 24            | Jueves, 30 de agosto de 2012        |
| 60 | 2013 | Michelle Bertolini                                | Guárico (Ganadora Oficial al Miss Internacional 2014)                                  | Poliedro de Caracas                             | 26            | Jueves, 10 de octubre de 2013       |
| 61 | 2014 | Edymar Martínez                                   | Anzoátegui (Ganadora Oficial al Miss Internacional 2015)                               | Estudio 1 de Venevisión, La Colina, Caracas     | 25            | Jueves, 9 de octubre de 2014        |
| 62 | 2015 | Jessica Duarte                                    | Trujillo (Ganadora Oficial al Miss Internacional 2016)                                 | Estudio 1 de Venevisión, La Colina, Caracas     | 25            | Jueves, 8 de octubre de 2015        |
| 63 | 2016 | Diana Croce                                       | Nueva Esparta (Ganadora Oficial al Miss Mundo 2016 y al Miss Internacional 2017)       | Estudio 1 de Venevisión, La Colina, Caracas     | 24            | Miércoles, 5 de octubre de 2016     |
| 64 | 2017 | Veruska Ljubisavljević                            | Vargas (Ganadora Oficial al Miss Mundo 2018)                                           | Estudio 5 de Venevisión, La Colina, Caracas     | 24            | Jueves, 9 de noviembre de 2017      |
| 65 | 2018 | Alondra Echeverría                                | Yaracuy (sin participación internacional)                                              | Estudio 5 de Venevisión, La Colina, Caracas     | 24            | Jueves, 13 de diciembre de 2018     |
| 66 | 2019 | Melissa Ester Jiménez Guevara                     | Zulia (Ganadora Oficial al Miss Internacional 2019)                                    | Estudio 5 de Venevisión, La Colina, Caracas     | 24            | Jueves,1 de agosto de 2019          |
| 67 | 2020 | Alejandra José Conde Licón                        | Aragua (Ganadora Oficial al Miss Mundo 2021)                                           | Estudio 1 de Venevisión, La Colina, Caracas     | 22            | Jueves, 24 de septiembre de 2020    |
| 68 | 2021 | Ariagny Idayarí Daboín Ricardo                    | Cojedes (Ganadora Oficial al Miss Mundo 2023)                                          | Estudio 1 de Venevisión, La Colina, Caracas     | 18            | Jueves, 28 de octubre de 2021       |
| 69 | 2022 | Andrea Valentina Rubio Armas                      | Portuguesa (Ganadora Oficial al Miss Internacional 2023)                               | Poliedro de Caracas                             | 24            | Miércoles, 16 de noviembre de 2022  |
| 70 | 2023 | Sakra Del Valle Guerrero Roldán                   | Guárico (Ganadora Oficial al Miss Internacional 2024)                                  | Centro Comercial Líder, Caracas                 | 25            | Jueves, 7 de diciembre de 2023      |
| 71 | 2024 | María Valeria Cannavó Balsamo                     | Dependencias Federales (Ganadora Oficial al Miss Mundo 2025)                           | Estudio 1 de Venevisión, La Colina, Caracas     | 21            | Sábado, 23 de noviembre de 2024     |

#### Edición especial
| # | Año  | Ganadora              | Estado                                                   | Lugar del evento                            | Participantes | Fecha                         |
| - | ---- | --------------------- | -------------------------------------------------------- | ------------------------------------------- | ------------- | ----------------------------- |
| 1 | 2000 | María Laura Lugo Soto | N.º 9 (Costa Oriental) (sin participación internacional) | Estudio 1 de Venevisión, La Colina, Caracas | 10            | Sábado, 26 de febrero de 2000 |

### Tercer lugar
| #  | Año  | Ganadora                                        | Estado                                                             | Lugar del evento                                | Participantes | Fecha                               |
| -- | ---- | ----------------------------------------------- | ------------------------------------------------------------------ | ----------------------------------------------- | ------------- | ----------------------------------- |
| 1  | 1952 | Vilma Viana Acosta                              | Guárico (sin participación internacional)                          | Club de Golf Valle Arriba, Caracas              | 15            | Martes, 7 de junio de 1952          |
| 2  | 1953 | Margot Léidenz                                  | Falcón (sin participación internacional)                           | Club de Golf Valle Arriba, Caracas              | 11            | Martes, 7 de junio de 1953          |
| —  | 1954 | No se celebró                                   | No se celebró                                                      | No se celebró                                   | No se celebró | No se celebró                       |
| 3  | 1955 | Mireya Casas                                    | Distrito Federal (sin participación internacional)                 | Hotel Tamanaco, Caracas                         | 11            | Jueves, 9 de julio de 1955          |
| 4  | 1956 | Elizabeth Rotundo                               | Aragua (sin participación internacional)                           | Hotel Tamanaco, Caracas                         | 16            | Jueves, 30 de junio de 1956         |
| 5  | 1957 | Elsa Torrens                                    | Carabobo (sin participación internacional)                         | Hotel Tamanaco, Caracas                         | 22            | Martes, 28 de junio de 1957         |
| 6  | 1958 | Maritza Haack                                   | Caracas (sin participación internacional)                          | Hotel Ávila, Caracas                            | 4             | Martes, 14 de julio de 1958         |
| —  | 1959 | No se celebró                                   | No se celebró                                                      | No se celebró                                   | No se celebró | No se celebró                       |
| 7  | 1960 | Marina Carrero                                  | Táchira (sin participación internacional)                          | Hotel Tamanaco, Caracas                         | 14            | Jueves, 30 de julio de 1960         |
| 8  | 1961 | Bexi Romero                                     | Aragua (Ganadora Oficial al Miss Mundo 1961)                       | Hotel Tamanaco, Caracas                         | 21            | Martes, 1 de julio de 1961          |
| 9  | 1962 | Virginia Elizabeth Bailey Lázzari               | Nueva Esparta (Designada Oficial al Miss Universo 1962)            | Teatro París, Caracas                           | 13            | Lunes, 27 de junio de 1962          |
| 10 | 1963 | Milagros Galíndez                               | Miranda (Ganadora Oficial al Miss Mundo 1963)                      | Teatro París, Caracas                           | 17            | Jueves, 30 de mayo de 1963          |
| 11 | 1964 | Lisla Visla Silva Negrón                        | Zulia (Ganadora Oficial al Miss Internacional 1964)                | Teatro París, Caracas                           | 17            | Miércoles, 1 de julio de 1964       |
| 12 | 1965 | Thamara Josefina Leal                           | Zulia (Ganadora Oficial al Miss Internacional 1965)                | Teatro del Círculo Militar, Caracas             | 17            | Lunes, 27 de mayo de 1965           |
| 13 | 1966 | Cecilia Picón-Febres                            | Mérida (Ganadora Oficial al Miss Internacional 1967)               | Teatro del Este, Caracas                        | 12            | Martes, 14 de junio de 1966         |
| 14 | 1967 | Ingrid Goecke                                   | Zulia (sin participación internacional)                            | Teatro de la Escuela Militar, Caracas           | 16            | Miércoles, 15 de junio de 1967      |
| 15 | 1968 | Jovann Navas                                    | Aragua (Ganadora Oficial al Miss Internacional 1968)               | Teatro de Altamira, Caracas                     | 15            | Sábado, 25 de junio de 1968         |
| 16 | 1969 | Cristina Keusch Pérez (†)                       | Miranda (Ganadora Oficial al Miss Internacional 1969)              | Teatro París, Caracas                           | 16            | Miércoles, 1 de julio de 1969       |
| 17 | 1970 | Sonia Zaya Ledezma Corvo                        | Monagas (Ganadora Oficial al Miss Internacional 1971)              | Teatro Nacional de Venezuela, Caracas           | 16            | Miércoles, 1 de julio de 1970       |
| 18 | 1971 | Dubravska Purkarevic                            | Nueva Esparta (Ganadora Oficial al Miss Young Internacional 1972)  | Teatro Nacional de Venezuela, Caracas           | 15            | Sábado, 17 de julio de 1971         |
| 19 | 1972 | Marilyn Plessman Martínez                       | Guárico (Ganadora Oficial al Miss Internacional 1972)              | Teatro París, Caracas                           | 16            | Miércoles, 12 de julio de 1972      |
| 20 | 1973 | Hilda Elvira Carrero García (†)                 | Táchira (Ganadora Oficial al Miss Internacional 1973)              | Club de Suboficiales, Caracas                   | 15            | Martes, 10 de julio de 1973         |
| 21 | 1974 | Marisela Carderera Marturet                     | Distrito Federal (Ganadora Oficial al Miss Internacional 1974)     | Club de Suboficiales, Caracas                   | 15            | Jueves, 30 de mayo de 1974          |
| 22 | 1975 | María del Carmen "Yamel" Díaz Rodríguez (†)     | Carabobo (Ganadora Oficial al Miss Internacional 1975)             | Poliedro de Caracas                             | 15            | Miércoles, 25 de junio de 1975      |
| 23 | 1976 | Betzabeth Ayala                                 | Miranda (Ganadora Oficial al Miss Internacional 1976)              | Teatro París, Caracas                           | 19            | Viernes, 21 de mayo de 1976         |
| 24 | 1977 | Betty Paredes                                   | Lara (Ganadora Oficial al Miss Internacional 1977)                 | Teatro París, Caracas                           | 15            | Viernes, 6 de mayo de 1977          |
| 25 | 1978 | Doris Fueyo Moreno                              | Anzoátegui (Ganadora Oficial al Miss Internacional 1978)           | Teatro del Club de Suboficiales, Caracas        | 19            | Viernes, 28 de abril de 1978        |
| 26 | 1979 | Diana María Fernanda Ramírez (Descalificada)    | Distrito Federal (sin participación internacional)                 | Hotel Caracas Hilton, Caracas                   | 16            | Jueves, 17 de mayo de 1979          |
| 26 | 1979 | Nilsa Josefina Moronta Sangronis (3° Finalista) | Zulia (Ganadora Oficial al Miss Internacional 1979)                | Hotel Caracas Hilton, Caracas                   | 16            | Jueves, 17 de mayo de 1979          |
| 27 | 1980 | Graciela Lucía Rosanna La Rosa Guarneri         | Amazonas (Ganadora Oficial al Miss Internacional 1980)             | Hotel Macuto Sheraton, Caraballeda, Vargas      | 14            | Jueves, 8 de mayo de 1980           |
| 28 | 1981 | Miriam Quintana                                 | Distrito Federal (Ganadora Oficial al Miss Internacional 1981)     | Hotel Macuto Sheraton, Caraballeda, Vargas      | 19            | Jueves, 7 de mayo de 1981           |
| 29 | 1982 | Amaury Martínez Macero                          | Amazonas (Ganadora Oficial al Miss Internacional 1982)             | Hotel Macuto Sheraton, Caraballeda, Vargas      | 19            | Jueves, 6 de mayo de 1982           |
| 30 | 1983 | Donnatella "Donna" Tiranti Bottone              | Miranda (Ganadora Oficial al Miss Internacional 1983)              | Hotel Macuto Sheraton, Caraballeda, Vargas      | 22            | Jueves, 5 de mayo de 1983           |
| 31 | 1984 | Miriam Leydermann Eppel                         | Nueva Esparta (Ganadora Oficial al Miss Internacional 1984)        | Hotel Macuto Sheraton, Caraballeda, Vargas      | 23            | Viernes, 11 de mayo de 1984         |
| 32 | 1985 | Nina Sicilia Hernández                          | Monagas (Ganadora Oficial al Miss Internacional 1985)              | Hotel Macuto Sheraton, Caraballeda, Vargas      | 25            | Viernes, 3 de mayo de 1985          |
| 33 | 1986 | Nancy Josefina Gallardo Quiñones                | Portuguesa (Ganadora Oficial al Miss Internacional 1986)           | Teatro Municipal de Caracas, Caracas            | 24            | Viernes, 9 de mayo de 1986          |
| 34 | 1987 | Begoña Victoria "Vicky" García Varas            | Municipio Libertador (Ganadora Oficial al Miss Internacional 1987) | Teatro Municipal de Caracas, Caracas            | 23            | Viernes, 6 de febrero de 1987       |
| 35 | 1988 | María Eugenia Duarte                            | Península Guajira (Ganadora Oficial al Miss Internacional 1988)    | Teatro Municipal de Caracas, Caracas            | 26            | Viernes, 5 de febrero de 1988       |
| 36 | 1989 | Beatriz Carolina Omaña Trujillo                 | Nueva Esparta (Ganadora Oficial al Miss Internacional 1989)        | Poliedro de Caracas                             | 28            | Jueves, 16 de febrero de 1989       |
| 37 | 1990 | Chiquinquirá Delgado                            | Zulia (Ganadora Oficial al Miss Flower Queen 1990)                 | Poliedro de Caracas                             | 27            | Jueves, 1 de febrero de 1990        |
| 38 | 1991 | Niurka Auristela Acevedo                        | Monagas (Ganadora Oficial al Miss Internacional 1991)              | Poliedro de Caracas                             | 29            | Jueves, 23 de mayo de 1991          |
| 39 | 1992 | María Eugenia Rodríguez Noguera                 | Portuguesa (Ganadora Oficial al Miss Internacional 1992)           | Poliedro de Caracas                             | 30            | Miércoles, 9 de septiembre de 1992  |
| 40 | 1993 | Fabiola Mónica Rita Spitale Baiamonte           | Yaracuy (Ganadora Oficial al Miss Internacional 1993)              | Sala Ríos Reyna, Teatro Teresa Carreño, Caracas | 26            | Viernes, 3 de septiembre de 1993    |
| 41 | 1994 | Ana María Amorer Guerrero                       | Apure (Ganadora Oficial al Miss Internacional 1995)                | Sala Ríos Reyna, Teatro Teresa Carreño, Caracas | 26            | Viernes, 2 de septiembre de 1994    |
| 42 | 1995 | Carla Andreína Steinkopf Struve                 | Costa Oriental (Ganadora Oficial al Miss Internacional 1996)       | Poliedro de Caracas                             | 28            | Miércoles, 27 de septiembre de 1995 |
| 43 | 1996 | Consuelo Adler Hernández                        | Miranda (Ganadora Oficial al Miss Internacional 1997)              | Poliedro de Caracas                             | 28            | Viernes, 6 de septiembre de 1996    |
| 44 | 1997 | Daniela Kosán Montcourt                         | Aragua (Ganadora Oficial al Miss Internacional 1998)               | Poliedro de Caracas                             | 29            | Viernes, 12 de septiembre de 1997   |
| 45 | 1998 | Bárbara Leticia Pérez Rangel                    | Miranda (declinó participar en el Miss Internacional 1999)         | Poliedro de Caracas                             | 30            | Viernes, 11 de septiembre de 1998   |
| 46 | 1999 | Andreína Llamozas                               | Vargas (Ganadora Oficial al Miss Internacional 1999)               | Poliedro de Caracas                             | 26            | Viernes, 10 de septiembre de 1999   |
| 47 | 2000 | Ligia Petit                                     | Guárico (Ganadora Oficial al Miss Intercontinental 2001)           | Poliedro de Caracas                             | 26            | Viernes, 8 de septiembre de 2000    |
| 48 | 2001 | Norelys Rodríguez                               | Vargas (Ganadora Oficial al Reina Sudamericana 2001)               | Poliedro de Caracas                             | 26            | Viernes, 14 de septiembre de 2001   |
| 49 | 2002 | Amara Barroeta                                  | Distrito Capital (sin participación internacional)                 | Poliedro de Caracas                             | 26            | Viernes, 20 de septiembre de 2002   |
| 50 | 2003 | Eleidy Aparicio                                 | Costa Oriental (Ganadora Oficial al Miss Internacional 2004)       | Estudio 1 de Venevisión, La Colina, Caracas     | 32            | Jueves, 16 de octubre de 2003       |
| 51 | 2004 | María Andrea Gómez                              | Distrito Capital (Ganadora Oficial al Miss Internacional 2005)     | Poliedro de Caracas                             | 28            | Jueves, 23 de septiembre de 2004    |
| 52 | 2005 | Daniela Di Giacomo Di Giovanni                  | Barinas (Ganadora Oficial al Miss Internacional 2006)              | Poliedro de Caracas                             | 28            | Jueves, 15 de septiembre de 2005    |
| 53 | 2006 | Vanessa Gómez Peretti                           | Sucre (Ganadora Oficial al Miss Internacional 2007)                | Poliedro de Caracas                             | 28            | Jueves, 14 de septiembre de 2006    |
| 54 | 2007 | Dayana Colmenares Bocchieri                     | Carabobo (Ganadora Oficial al Miss Internacional 2008)             | Poliedro de Caracas                             | 28            | Jueves, 13 de septiembre de 2007    |
| 55 | 2008 | Laksmi Rodríguez de la Sierra Sólorzano         | Monagas (Ganadora Oficial al Miss Internacional 2009)              | Poliedro de Caracas                             | 28            | Miércoles, 10 de septiembre de 2008 |
| 56 | 2009 | Elizabeth Mosquera Gómez                        | Trujillo (Ganadora Oficial al Miss Internacional 2010)             | Poliedro de Caracas                             | 20            | Jueves, 24 de septiembre de 2009    |
| 57 | 2010 | Jessica Barboza Schmidt                         | Distrito Capital (Ganadora Oficial al Miss Internacional 2011)     | Palacio de Eventos, Maracaibo, Zulia            | 28            | Jueves, 28 de octubre de 2010       |
| 58 | 2011 | Blanca Cristina Aljibes                         | Guárico (Ganadora Oficial al Miss Internacional 2012)              | Estudio 1 de Venevisión, La Colina, Caracas     | 24            | Sábado, 15 de octubre de 2011       |
| 59 | 2012 | Alyz Sabimar Henrich Ocando                     | Falcón (Ganadora Oficial al Miss Tierra 2013)                      | Hotel Tamanaco, Caracas                         | 24            | Jueves, 30 de agosto de 2012        |
| 60 | 2013 | Stephanie de Zorzi Landaeta (Destituida)        | Aragua (Ganadora Oficial al Miss Tierra 2016)                      | Poliedro de Caracas                             | 26            | Jueves, 10 de octubre de 2013       |
| 61 | 2014 | Maira Alexandra Rodríguez                       | Amazonas (Ganadora Oficial al Miss Tierra 2014)                    | Estudio 1 de Venevisión, La Colina, Caracas     | 25            | Jueves, 9 de octubre de 2014        |
| 62 | 2015 | Andrea Rosales Castillejos                      | Amazonas (Ganadora Oficial al Miss Tierra 2015)                    | Estudio 1 de Venevisión, La Colina, Caracas     | 25            | Jueves, 8 de octubre de 2015        |
| 63 | 2016 | Antonella Massaro Escalona                      | Vargas (Ganadora Oficial al Reina Hispanomericana 2016)            | Estudio 1 de Venevisión, La Colina, Caracas     | 24            | Miércoles, 5 de octubre de 2016     |
| 64 | 2017 | Mariem Claret Velazco García                    | Barinas (Ganadora Oficial al Miss Internacional 2018)              | Estudio 5 de Venevisión, La Colina, Caracas     | 24            | Jueves, 9 de noviembre de 2017      |
| 65 | 2018 | Oricia Domínguez Dos Santos                     | Táchira (sin participación internacional)                          | Estudio 5 de Venevisión, La Colina, Caracas     | 24            | Jueves, 13 de diciembre de 2018     |
| 66 | 2019 | Luz María Ledezma Navarro                       | Apure (sin participación internacional)                            | Estudio 5 de Venevisión, La Colina, Caracas     | 24            | Jueves, 1 de agosto de 2019         |
| 67 | 2020 | Isbel Cristina Parra Santos                     | Región Guayana (Ganadora Oficial al Miss Internacional 2022)       | Estudio 1 de Venevisión, La Colina, Caracas     | 22            | Jueves, 24 de septiembre de 2020    |
| 68 | 2021 | Fabiana Sofía Rodríguez Noda                    | Distrito Capital (sin participación internacional)                 | Estudio 1 de Venevisión, La Colina, Caracas     | 18            | Jueves, 28 de octubre de 2021       |
| 69 | 2022 | Daniela Alejandra Malavé González               | Delta Amacuro (sin participación internacional)                    | Poliedro de Caracas                             | 24            | Miércoles, 16 de noviembre de 2022  |
| 70 | 2023 | Giorgiana Carolina Rosas                        | Anzoátegui (sin participación internacional)                       | Centro Comercial Líder, Caracas                 | 25            | Jueves, 7 de diciembre de 2023      |
| 71 | 2024 | Alessandra Guillén Murga                        | Delta Amacuro (Ganadora Oficial al Miss Internacional 2025)        | Estudio 1 de Venevisión, La Colina, Caracas     | 21            | Sábado, 23 de noviembre de 2024     |

#### Edición especial
| # | Año  | Ganadora                              | Estado                                                    | Lugar del evento                            | Participantes | Fecha                         |
| - | ---- | ------------------------------------- | --------------------------------------------------------- | ------------------------------------------- | ------------- | ----------------------------- |
| 1 | 2000 | Karelys Margarita Ollarves Villarreal | N.º 10 (Costa Oriental) (sin participación internacional) | Estudio 1 de Venevisión, La Colina, Caracas | 10            | Sábado, 26 de febrero de 2000 |

### Designaciones
| # | Año  | Designada                          | Estado                                                  | Fecha                       |
| - | ---- | ---------------------------------- | ------------------------------------------------------- | --------------------------- |
| 1 | 1957 | Mary Quiróz Delgado                | Yaracuy (Designada Oficial al Miss Universo 1960)       |                             |
| 2 | 1962 | Virginia Elizabeth Bailley Lázzari | Nueva Esparta (Designada Oficial al Miss Universo 1962) |                             |
| 3 | 1991 | Jackeline Rodríguez                | Miranda (Designada Oficial al Miss Universo 1991)       |                             |
| 4 | 2021 | Luiseth Emiliana Materán Bolaño    | Miranda (Designada Oficial al Miss Universo 2021)       | Viernes, 2 de julio de 2021 |

### Miss Mundo Venezuela
| #             | Año  | Ganadora                                                                 | Entidad                | Sede                                        | Candidatas | Fecha                            |
| ------------- | ---- | ------------------------------------------------------------------------ | ---------------------- | ------------------------------------------- | ---------- | -------------------------------- |
| 1             | 2000 | Vanessa María Cárdenas Bravo (Ganadora Oficial al Miss Mundo 2000)       | Zulia                  | Estudio 1 de Venevisión, La Colina, Caracas | 36         | Sábado, 15 de julio de 2000      |
| 2             | 2001 | Andreína del Carmen Prieto Rincón (Ganadora Oficial al Miss Mundo 2001)  | Zulia                  | Estudio 1 de Venevisión, La Colina, Caracas | 40         | Jueves, 26 de julio de 2001      |
| 3             | 2002 | Goizeder Victoria Azúa Barrios** (Ganadora Oficial al Miss Mundo 2002)   | Carabobo               | Estudio 1 de Venevisión, La Colina, Caracas | 27         | Sábado, 31 de agosto de 2002     |
| 4             | 2006 | Alexandra Federica Guzmán Diamante (Ganadora Oficial al Miss Mundo 2006) | Miranda                | Estudio 1 de Venevisión, La Colina, Caracas | 6          | Sábado, 15 de julio de 2006      |
| 5             | 2013 | Karen Andrea Soto Lugo (Ganadora Oficial al Miss Mundo 2013)             | Zulia                  | Estudio 1 de Venevisión, La Colina, Caracas | 12         | Sábado, 10 de agosto de 2013     |
| 6             | 2014 | Debora Sacha Menicucci Anzola (Ganadora Oficial al Miss Mundo 2014)      | Amazonas               | Estudio 1 de Venevisión, La Colina, Caracas | 12         | Sábado, 2 de agosto de 2014      |
| 7             | 2015 | Anyela Galante (Ganadora Oficial al Miss Mundo 2015)                     | Portuguesa             | Estudio 1 de Venevisión, La Colina, Caracas | 12         | Sábado, 4 de julio de 2015       |
| 1.ª designada | 2016 | Diana Croce (Ganadora Oficial al Miss Mundo 2016)                        | Nueva Esparta          | Estudio 5 de Venevisión, La Colina, Caracas |            |                                  |
| 2.ª designada | 2017 | Ana Carolina Ugarte (Ganadora Oficial al Miss Mundo 2017)                | Monagas                | Estudio 5 de Venevisión, La Colina, Caracas |            |                                  |
| 8             | 2017 | Veruska Ljubisavljević** (Ganadora Oficial al Miss Mundo 2018)           | Vargas                 | Estudio 5 de Venevisión, La Colina, Caracas | 24         | Jueves, 9 de noviembre de 2017   |
| 9             | 2020 | Alejandra Conde Licón (Ganadora Oficial al Miss Mundo 2021)              | Aragua                 | Estudio 1 de Venevisión, La Colina, Caracas | 22         | Jueves, 24 de septiembre de 2020 |
| 10            | 2021 | Ariagny Idayarí Daboín Ricardo (Ganadora Oficial al Miss Mundo 2023)     | Cojedes                | Estudio 1 de Venevisión, La Colina, Caracas | 18         | Jueves, 28 de octubre de 2021    |
| 11            | 2024 | María Valeria Cannavó Balsamo (Ganadora Oficial al Miss Mundo 2025)      | Dependencias Federales | Estudio 1 de Venevisión, La Colina, Caracas | 21         | Sábado, 23 de noviembre de 2024  |

(**) Goizeder Azúa (Carabobo) fue coronada Miss Mundo Venezuela 2002 durante la preliminar del Miss Venezuela 2002, en un evento denominado Gala de la Belleza: Miss Mundo 2002, el sábado, 31 de agosto de 2002. El título de Miss Carabobo no fue ocupado por ninguna concursante durante la final del Miss Venezuela 2002.
(**) Veruska Ljubisavljević (Vargas) fue coronada Miss Venezuela Mundo 2017 durante la noche final del Miss Venezuela 2017, el jueves, 9 de noviembre de 2017.

## Clasificaciones

### Entidades con más clasificaciones del Miss Venezuela
A continuación se presentan a los estados, regiones, municipios y/o ciudades que más clasificaciones han en el Miss Venezuelaː Actualizado luego del Miss Venezuela 2023
| Entidad                | Clasificaciones |
| ---------------------- | --------------- |
| Distrito Capital       | 47              |
| Miranda                | 36              |
| Zulia                  | 30              |
| Aragua                 | 29              |
| Nueva Esparta          | 28              |
| Carabobo               | 26              |
| La Guaira              | 25              |
| Guárico                | 23              |
| Amazonas               | 21              |
| Anzoátegui             | 20              |
| Lara                   | 20              |
| Táchira                | 19              |
| Sucre                  | 19              |
| Portuguesa             | 18              |
| Barinas                | 17              |
| Bolívar                | 17              |
| Monagas                | 17              |
| Yaracuy                | 17              |
| Trujillo               | 16              |
| Falcón                 | 14              |
| Mérida                 | 14              |
| Apure                  | 10              |
| Cojedes                | 10              |
| Costa Oriental         | 8               |
| Delta Amacuro          | 8               |
| Caracas                | 5               |
| Península Guajira      | 4               |
| Canaima                | 3               |
| Península de Paraguaná | 3               |
| Dependencias Federales | 2               |
| Península de Araya     | 1               |
| Región Andina          | 1               |
| Región Guayana         | 1               |

### Entidades ganadoras del Miss Venezuela
A continuación se presentan a los estados y/o regiones ganadores del Miss Venezuelaː
| Estado/Región                         | Títulos | Años ganados                                                |
| ------------------------------------- | ------- | ----------------------------------------------------------- |
| Guárico                               | 10      | 1963, 1966, 1976, 1978, 1982, 1985, 2004, 2006, 2012, 2014. |
| Distrito Capital (o Distrito Federal) | 8       | 1956, 1957, 1960, 1961, 1965, 1968, 2001, 2022.             |
| Miranda                               | 7       | 1955, 1964, 1981, 1988, 1999, 2009, 2010.                   |
| Lara                                  | 4       | 1980, 1989, 2003, 2015.                                     |
| Carabobo                              | 4       | 1953, 1970, 1973, 1996.                                     |
| Nueva Esparta                         | 4       | 1972, 1975, 1976, 1987.                                     |
| La Guaira (o Vargas)                  | 4       | 1967, 1969, 1977, 1979.                                     |
| Amazonas                              | 3       | 1991, 2007, 2023.                                           |
| Zulia                                 | 3       | 1974, 1984, 2020.                                           |
| Delta Amacuro                         | 3       | 1998, 2017, 2019.                                           |
| Sucre                                 | 3       | 1958, 2005, 2011.                                           |
| Aragua                                | 3       | 1969, 1992, 2002.                                           |
| Anzoátegui                            | 2       | 1962, 2024.                                                 |
| Portuguesa                            | 2       | 1983, 2018.                                                 |
| Monagas                               | 2       | 1971, 2016.                                                 |
| Costa Oriental                        | 2       | 1994, 2013.                                                 |
| Trujillo                              | 2       | 1986, 2008.                                                 |
| Apure                                 | 2       | 1993, 2000.                                                 |
| Bolívar                               | 2       | 1952, 1990.                                                 |
| Región Andina                         | 1       | 2021.                                                       |
| Táchira                               | 1       | 1997.                                                       |
| Yaracuy                               | 1       | 1995.                                                       |

Notas:

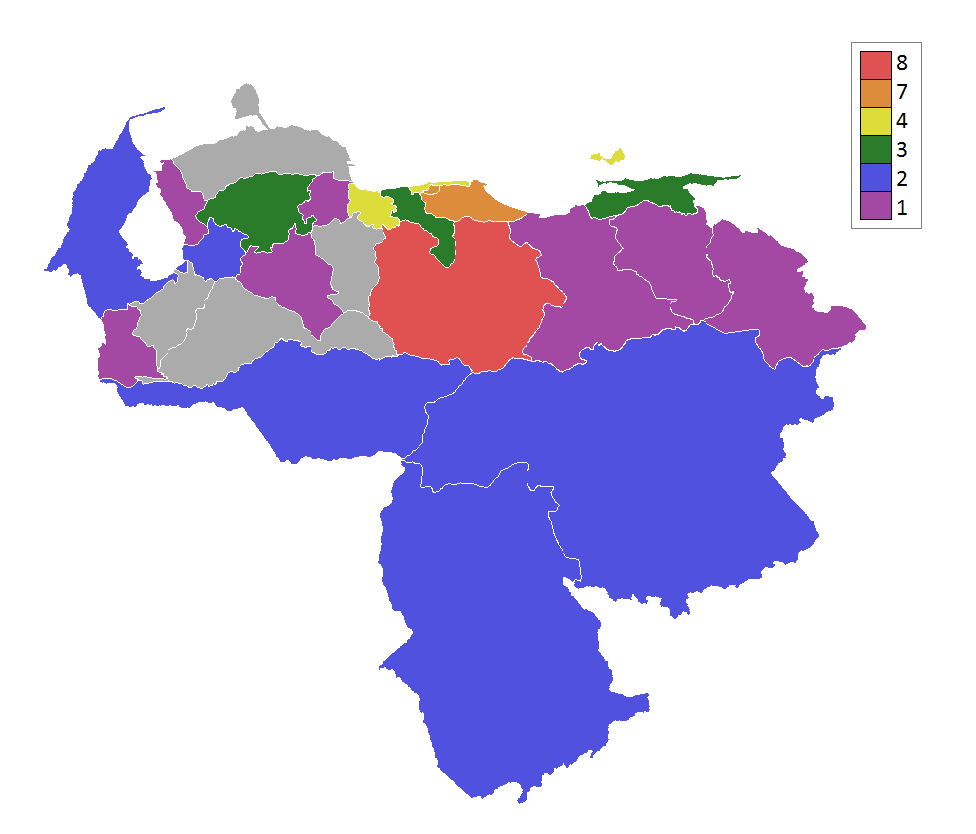
Mapa de Clasificación Regional al Miss Universo

- En 1969 la ganadora fue Miss Aragua, sin embargo, a los meses posteriores a su triunfo decidió renunciar, por lo que el título fue ocupado por Miss Vargas. En ese año hubo dos Miss Venezuela.
- En 1976 la ganadora fue Miss Guarico, sin embargo, entregó la corona a Miss Nueva Esparta a las 36 horas. En ese año hubo dos Miss Venezuela.

### Entidades no ganadoras del Miss Venezuela
A continuación se presentan a los estados y/o regiones que aún no han ganado el título de Miss Venezuela
- Barinas.
- Mérida.
- Cojedes.
- Falcón.
- Dependencias Federales.

### Regiones especiales
A continuación se presentan las regiones especiales que participan o han participado en el Miss Venezuela:
- Región Andina. Participó por primera vez en 2021.
- Región Oriental. Participó por primera vez en 2021.
- Región Guayana. Participó por primera vez en 2020.
- Guayana Esequiba. Participó por primera vez en 2003. No participó entre 2004 y 2023.

#### Entidades Federales
- Dependencias Federales. Participó por última vez en 2023.

#### Municipios
- Municipio Libertador. Participó por última vez en 1998. Hasta 1986 llevó el nombre de Departamento Libertador.
- Municipio San Francisco. Participó por última vez en 1998.
- Municipio Vargas. Participó por última vez en 1997. Hasta 1986 llevaba el nombre de Departamento Vargas. En 1998 se llamó Territorio Federal Vargas, y de 1999 a 2019 participó como Estado Vargas.

#### Penínsulas
- Flag_of_Zulia_State.svg Península Guajira.  Participó por última vez en 2012.
- Península de Paraguaná. Participó por última vez en 2010.
- Península de Araya. Participó por última vez en 2008.

#### Ciudades
- Caracas. Participó por última vez en 1967.
- Maracaibo Participó por última vez en 1956.
- Maracay Participó por última vez en 1957.

#### Parques Nacionales
- Canaima. Participó por última vez en 2010.
- Roraima. Participó por única vez en 2003.

#### Otros
- Costa Oriental. Participó por última vez en 2015.

### Miss Venezuela Mundo

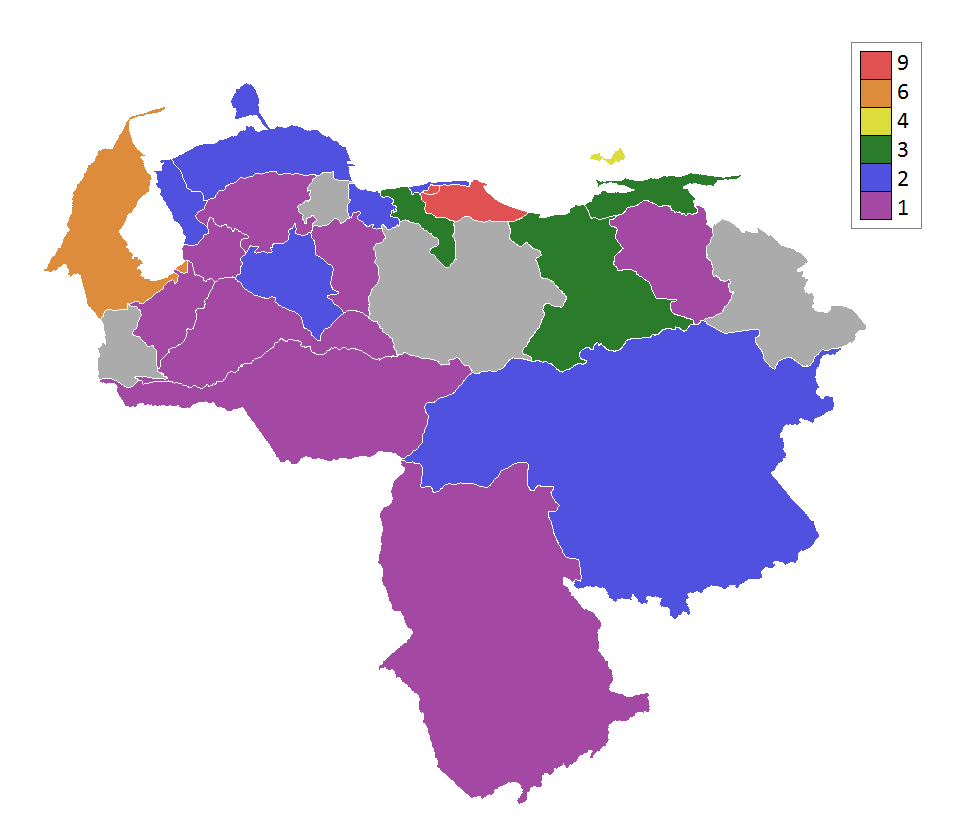
Mapa de Clasificación Regional para el Miss Mundo.

A continuación se presentan a los estados y/o regiones ganadores del Miss Venezuela Mundo:
| Estado o Región                       | Títulos | Años ganados                                           |
| ------------------------------------- | ------- | ------------------------------------------------------ |
| Distrito Capital (o Distrito Federal) | 9       | 1957, 1960, 1966, 1975, 1977, 1988,1989, 1993, 2011.   |
| Miranda                               | 9       | 1955, 1963, 1968, 1970, 1984, 1994, 1999, 2003, 2006•. |
| Zulia                                 | 7       | 1973, 1986, 1991, 2000, 2001, 2009, 2013.              |
| Aragua                                | 4       | 1961, 1962, 1981, 2020.                                |
| Portuguesa                            | 4       | 1964, 1987, 2015, 2018.                                |
| La Guaira (o Vargas)                  | 4       | 1969, 1974, 1980, 2017.                                |
| Nueva Esparta                         | 4       | 1995, 1996, 1997, 2016.                                |
| Anzoátegui                            | 3       | 1965, 1985, 2008.                                      |
| Sucre                                 | 3       | 1956, 1958, 1972.                                      |
| Cojedes                               | 2       | 2007, 2021.                                            |
| Monagas                               | 2       | 1998, 2017•.                                           |
| Amazonas                              | 2       | 2010, 2014.                                            |
| Costa Oriental                        | 2       | 1990, 2005.                                            |
| Carabobo                              | 2       | 1971, 2002.                                            |
| Bolívar                               | 2       | 1967, 1992.                                            |
| Falcón                                | 2       | 1978, 1982.                                            |
| Dependencias Federales                | 1       | 2024.                                                  |
| Mérida                                | 1       | 2006.                                                  |
| Trujillo                              | 1       | 2004.                                                  |
| Apure                                 | 1       | 1983.                                                  |
| Barinas                               | 1       | 1979.                                                  |
| Lara                                  | 1       | 1976.                                                  |

Notas
• En 2006 la Organización Miss Mundo atacó a la Organización Miss Venezuela con tener una ganadora como tal del concurso nacional para el Miss Mundo 2006, además la fecha del concurso Miss Mundo se adelantó mucho antes de la final del concurso Miss Venezuela 2006, es por eso que se crea el concurso Miss Venezuela Mundo 2006. Luego arrancó el concurso Miss Venezuela 2006 donde se eligió a la Miss Venezuela Mundo 2006 rumbo al Miss Mundo 2007 que se realizaría en China.
• En 2017 es elegida por designación de Osmel Sousa, Ana Carolina Ugarte, Miss Monagas 2013 para representar al país en la edición Miss Mundo 2017, convirtiéndose así en la segunda monaguense en ser Miss Mundo Venezuela; mientras que en la tardía edición del Miss Venezuela 2017 es elegida, Veruska Ljubisavljevic, del estado Vargas quien representará a Venezuela en Miss Mundo 2018.

### Miss Venezuela Internacional

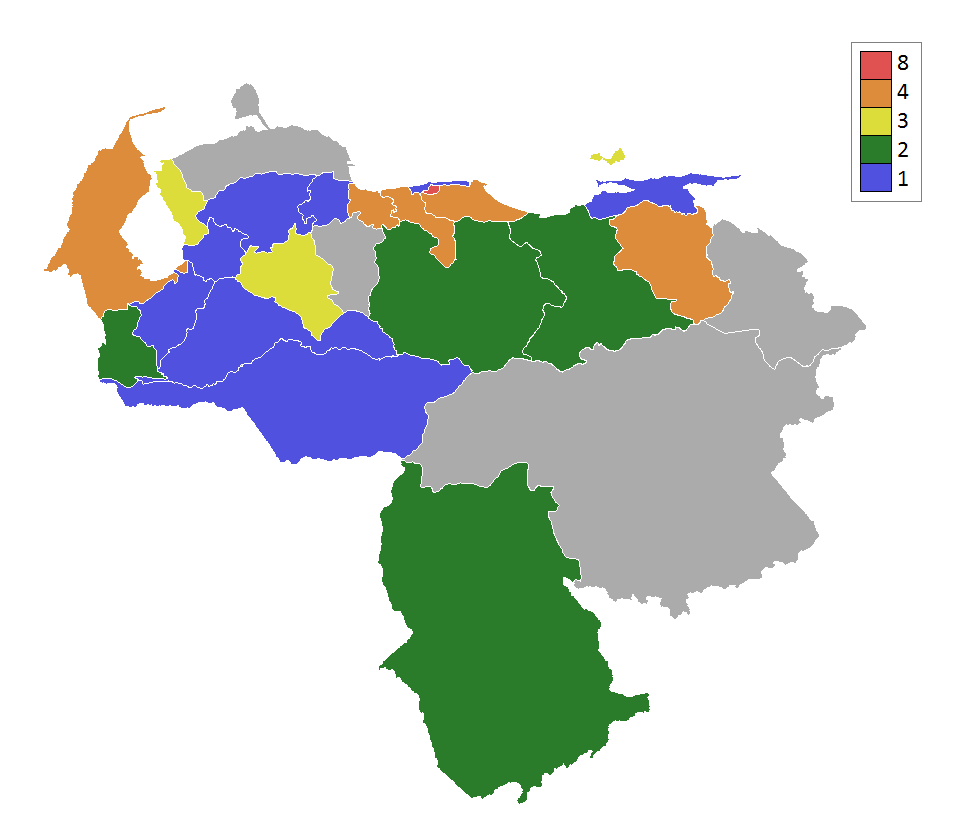
Mapa de Clasificación Regional para el Miss Internacional.

A continuación se presentan a los estados y/o regiones ganadores del Miss Venezuela Internacional:
| Estado o Región                       | Títulos | Años ganados                                    |
| ------------------------------------- | ------- | ----------------------------------------------- |
| Distrito Capital (o Distrito Federal) | 8       | 1960, 1961, 1974, 1981, 1987, 2002, 2004, 2010. |
| Miranda                               | 5       | 1969, 1976, 1983, 1996, 1998.                   |
| Guárico                               | 4       | 1972, 2011, 2013, 2023.                         |
| Portuguesa                            | 4       | 1986, 1990, 1992, 2022.                         |
| Aragua                                | 4       | 1968, 1994•, 1997, 2012.                        |
| Monagas                               | 4       | 1971, 1985, 1991, 2008.                         |
| Carabobo                              | 4       | 1963, 1975, 2003•, 2007.                        |
| Zulia                                 | 4       | 1964, 1965, 1979, 2019.                         |
| Nueva Esparta                         | 3       | 1984, 1989, 2016•.                              |
| Anzoátegui                            | 3       | 1962, 1978, 2014.                               |
| Costa Oriental                        | 3       | 1995, 2000, 2003.                               |
| Barinas                               | 2       | 2005, 2017.                                     |
| Trujillo                              | 2       | 2009, 2015.                                     |
| Táchira                               | 2       | 1973, 2001.                                     |
| La Guaira (o Vargas)                  | 2       | 1970, 1999.                                     |
| Amazonas                              | 2       | 1980, 1982.                                     |
| Delta Amacuro                         | 1       | 2024.                                           |
| Región Guayana                        | 1       | 2020.                                           |
| Sucre                                 | 1       | 2006.                                           |
| Apure                                 | 1       | 1994.                                           |
| Yaracuy                               | 1       | 1993.                                           |
| Península Guajira                     | 1       | 1988.                                           |
| Lara                                  | 1       | 1977.                                           |
| Mérida                                | 1       | 1966.                                           |

Notas
• En 1994 Milka Chulina, Miss Venezuela 1992, es designada para representar a Venezuela en la edición Miss Internacional 1994, luego en el Miss Venezuela 1994 es elegida la candidata al Miss Internacional 1995.
• En 2003 es designada Goizeder Azúa para representar al país en Miss Internacional 2003 logrando la cuarta corona para el país, anteriormente había sido coronada Miss Venezuela Mundo 2002, luego en el Miss Venezuela 2003 es elegida la candidata al Miss Internacional 2004.
• En 2017 es designada Diana Croce para representar al país en Miss Internacional 2017 quedando como 2.ª finalista, anteriormente había sido coronada Miss Venezuela Mundo 2016, luego en el Miss Venezuela 2017 es elegida la candidata al Miss Internacional 2018.

### Miss Venezuela Tierra
(Hasta el año 2015)
A continuación se presentan a los estados y/o regiones ganadores del Miss Venezuela Tierra:
| Estado o Región        | Títulos | Años ganados         |
| ---------------------- | ------- | -------------------- |
| Aragua                 | 3       | 2006•, 2010, 2016•.  |
| Distrito Capital       | 3       | 2001•, 2002•, 2009•. |
| Amazonas               | 2       | 2014, 2015.          |
| Nueva Esparta          | 2       | 2003•, 2005•.        |
| Falcón                 | 1       | 2012.                |
| Yaracuy                | 1       | 2011.                |
| Táchira                | 1       | 2009•.               |
| Trujillo               | 1       | 2008•.               |
| Península de Paraguaná | 1       | 2007•.               |

Notas
- Lirigmel Ramos y Dagmar Vötterl fueron seleccionadas para concursar en el Miss Tierra 2001 y 2002, respectivamente, por la Organización Miss Global Beauty Venezuela. Ninguna compitió previamente, ni luego del Miss Tierra, en el Miss Venezuela.

- Driva Cedeño, Miss Nueva Esparta 2002, fue seleccionada por la misma organización para representar a Venezuela en la edición del Miss Tierra 2003.

- Solsiret Herrera, Miss Monagas 2002, fue seleccionada para representar a Venezuela en el Miss Tierra 2004 por la Organización Miss Global Beauty Venezuela. Sin embargo, por razones desconocidas, no asistió a la competencia.

- Alexandra Braun, Miss Nueva Esparta 2005; Marianne Puglia, Miss Aragua 2005; Silvana Santaella, Miss Península de Paraguaná 2003; María Daniela Torrealba, Miss Trujillo 2006 y Jéssica Barboza, Miss Distrito Capital 2010; fueron enviadas al Miss Tierra en 2005, 2006, 2007, 2008 y 2009, respectivamente, cuando la franquicia para Venezuela estaba en manos de la Organización Sambil Model. A partir del 2010 esta franquicia pasó a manos de la Organización Miss Venezuela, quien la mantuvo hasta 2015, Desde 2016, a manos de Alyz Henrich quien fue Miss Tierra 2013, la Organización Miss Earth Venezuela se encarga de seleccionar la representante a tal concurso.

- Mariángela Bonanni, Miss Táchira 2009, fue designada por parte de la Organización Miss Venezuela al momento de adquirir la franquicia para Miss Earth en el año 2010, dicha miss se posicionó como primera finalista del top 5 del Miss Venezuela 2009.

- Stephanie de Zorzi, Miss Venezuela Tierra 2013, fue destronada del título por no cumplir con sus obligaciones como reina nacional y otros requerimientos de la organización; aun así, entregó la corona a su sucesora, Maira Alexandra Rodríguez, al final del Miss Venezuela 2014; esta misma representó a Venezuela en el Miss Tierra de ese mismo año. No obstante, en 2016 Zorzi es designada por la nueva Organización Miss Earth Venezuela, y compite en el certamen internacional donde se adjudica el título de Miss Tierra Agua.

## Premiaciones especiales

### Miss Fotogénica
- 1961 - Alba Cárdenas (Táchira)

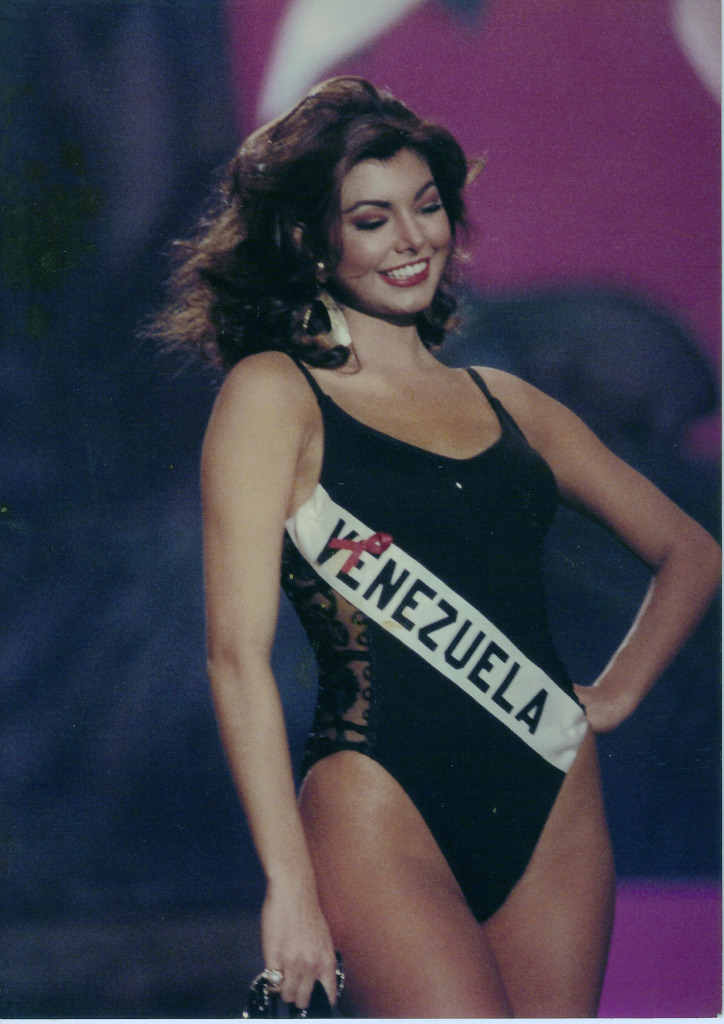
Milka Chulina, Miss Venezuela 1992 y segunda finalista de Miss Universo 1993.

- 1963 - Martha Almenar (Nueva Esparta)
- 1965 - Thamara Leal (Zulia)
- 1966 - María Mercedes Zambrano (Lara)
- 1968 - Jovann Navas (Aragua)
- 1969 - Maritza Bruzsasco (Bolívar)
- 1972 - Marydeé Sierraalta (Falcón)
- 1973 - Hilda Carrero (Táchira)
- 1974 - Neyla Moronta (Zulia)
- 1975 - Maritzabel Gruber (Monagas)
- 1976 - Elluz Peraza (Guárico)
- 1977 - Vilma Góliz Romero (Falcón)
- 1978 - Carmen Hernández (Apure)
- 1979 - Marisol Fernández (Mérida)
- 1980 - Elizabeth Cocucci (Nueva Esparta)
- 1981 - Irene Sáez (Miranda)
- 1982 - Concepción «Conchy» Grande Casas (Aragua)
- 1983 - Marbellyz Roa Cermeño (Guárico)
- 1984 - Astrid Carolina Herrera (Miranda)
- 1985 - Ruddy Rodríguez (Anzoátegui)
- 1986 - Maite Delgado (Anzoátegui)
- 1987 - Inés María Calero (Nueva Esparta)
- 1988 - Marilisa Maronesse (Portuguesa)
- 1989 - Daniela Sucre (Sucre)
- 1990 - Sharon Luengo (Costa Oriental)
- 1991 - Candice Blanco (Bolívar)
- 1992 - Milka Chulina (Aragua)
- 1993 - Gabriela Hidalgo (Miranda)
- 1994 - Kariana Ochoa (Amazonas)
- 1995 - Alicia Machado (Yaracuy)
- 1996 - Consuelo Adler (Miranda)
- 1997 - Christina Dieckmann (Nueva Esparta)
- 1998 - Verónica Schneider (Monagas)
- 1999 - Norkys Batista (Nueva Esparta)
- 2000 - Eva Ekvall (Apure)
- 2001 - Norelys Rodríguez (Vargas)
- 2002 - Vanessa Fanessi (Yaracuy)
- 2003 - Hilda Fleitas  (Vargas)
- 2004 - Andrea Gómez (Distrito Capital)
- 2005 - Rosamaría Matteo (Canaima)
- 2006 - Bárbara Sánchez (Amazonas)
- 2007 - Hannelly Quintero (Cojedes)
- 2008 - Natasha Domínguez (Sucre)
- 2009 - María De Luz Da Silva (Mérida)
- 2010 - Caroline Medina (Aragua)
- 2011 - Gabriella Ferrari (Dtto Capital)
- 2012 - Claudia Baratta (Mérida)
- 2013 - Michelle Bertolini (Guárico)
- 2014 - Mariana Jiménez (Guárico)
- 2015 - Katherine Oliveira (Distrito Capital)
- 2016 - Rosangélica Piscitelli (Miranda)
- 2017 - Mariem Velazco (Barinas)
- 2018 - Alondra Echeverría (Yaracuy)
- 2019 - Luz María Ledezma (Apure)
- 2020 - Elizabeth Gasiba (Distrito Capital)
- 2021 - Fabiana Rodríguez (Distrito Capital)
- 2022 - Diana Silva (Distrito Capital)
- 2023 - Ileana Márquez (Amazonas)

### Miss Rostro
- 2000 - Felisa Gómez (Lara)
- 2001 - Jerika Hoffmann (Carabobo)
- 2002 - María Fernanda León (Portuguesa)
- 2003 - Valentina Patruno (Miranda)
- 2004 - Andrea Milroy (Trujillo)
- 2005 - Liliana Campa (Carabobo)
- 2006 - Ly Jonaitis (Guárico)
- 2007 - Mónica Bsereni (Aragua)
- 2008 - Stefanía Fernández (Trujillo)
- 2009 - Marelisa Gibson (Miranda)
- 2010 - Ivian Sarcos (Amazonas)
- 2011 - Blanca Aljibes (Guárico)
- 2012 - Oriana Lucchese (Miranda)
- 2013 - Michelle Bertolini (Guárico)
- 2014 - Edymar Martínez (Anzoátegui)
- 2015 - Jessica Duarte (Trujillo)
- 2016 - Rosangélica Piscitelli (Miranda)
- 2017 - Veruska Ljubisavljević (Vargas)
- 2019 - María Fernanda Franceschi (Anzoátegui)
- 2020 - Lisandra Chirinos (Portuguesa)
- 2021 - Selene Delgado (Miranda)
- 2022 - Diana Silva (Distrito Capital)
- 2023 - Georgette Musrie (Aragua)

### Miss Amistad
- 1953 - Aura Santos Silva (Anzoátegui)
- 1966 - Ella Ploch (Departamento Vargas)
- 1970 - Reyna Noguera (Guárico)
- 1972 - Gloria León (Zulia)
- 1973 - Ana Julia Osorio (Nueva Esparta)
- 1974 - Gladys García (Mérida)
- 1975 - Mildred Galicia (Falcón)
- 1976 - Judith Castillo (Nueva Esparta)
- 1977 - Ana Celina Pabón (Táchira)
- 1978 - Isabel Martínez (Zulia)
- 1979 - Nilza Moronta (Zulia)
- 1980 - Betsy Ballestrini (Trujillo)
- 1981 - Miúrica Yánez (Bolívar)
- 1982 - María Guadalupe Pérez (Departamento Vargas)
- 1983 - Paulina Parada Sandrock (Mérida)
- 1984 - Maribel Aguilar Meza (Mérida)
- 1985 - Marlene Malavé (Delta Amacuro)
- 1986 - Grizel Herrera (Delta Amacuro)
- 1987 - Panny Levay (Carabobo)
- 1988 - Livia Castellanos (Municipio Libertador)
- 1989 - Yulis Díaz (Monagas)
- 1990 - Karina Trujillo (Cojedes)
- 1991 - Carolina Motta Michelena (Lara)
- 1992 - Delia Hernández (Amazonas)
- 1994 - Astrid Núñez (Monagas)
- 1996 - Michelina Nuzzo (Trujillo)
- 1997 - Annarella Bono (Anzoátegui)
- 1998 - Elsy Barrios (Trujillo)
- 1999 - Ramilet Maurera (Anzoátegui)
- 2000 - Ainette Stephens (Bolívar)
- 2001 - Norelys Rodríguez (Vargas)
- 2002 - Goizeder Azúa (Carabobo)
- 2003 - Ana Indira Sánchez (Bolívar)
- 2004 - Bárbara Clara (Amazonas)
- 2005 - Davianny Rivero (Distrito Capital)
- 2006 - Marygrey Queró (Costa Oriental)
- 2007 - Kellyn Celeste (Península Goajira)
- 2008 - Adahisa Peña (Apure)
- 2009 - Patricia Zavala (Vargas)
- 2010 - Jéssica Ibarra (Trujillo)
- 2011 - María Gabriela Quiñones (Nueva Esparta)
- 2012 - Claudia Baratta (Mérida)
- 2013 - María Laura Verde (Lara)
- 2014 - Josmely González (Bolívar)
- 2015 - Fabiana Viloria (Táchira)
- 2016 - Betania Rojas (Táchira)
- 2017 - Oriana Gil (Miranda)
- 2018 - Claudia Villavicencio (Lara)
- 2019 - Raschell Delgado (Miranda)
- 2020 - Daniela Montanés (Yaracuy)
- 2021 - Ashley Echeverría (Barinas)
- 2022 - Luisana Siso (Apure)
- 2023 - Georgette Musrie (Aragua)

### Miss Multimedia o Miss Tecnología
NOTAː Denominado anteriormenteː Miss Internet, Miss Interactiva, Miss Online o Miss Tecnología.
- 1997 - Christina Dieckmann Jiménez (Nueva Esparta)
- 1998 - Mayela Mora Pinto (Aragua)
- 1999 - Martina Thorogood Heemsen (Miranda)
- 2000 - Eva Mónica Anna Ekvall Johnson (Apure)
- 2001 - Jerika Hoffman Leal (Carabobo)
- 2002 - María Fernanda León (Portuguesa)
- 2003 - Valentina Patruno (Miranda)
- 2004 - Inmary Rodríguez Boscán (Cojedes)
- 2005 - Marianne Puglia Martínez (Aragua)
- 2006 - Joshil Morales Arenas (Aragua)
- 2007 - Mónica Bsereni Hadad (Aragua)
- 2008 - Dayana Borges Mora (Dependencias Federales)
- 2009 - Adriana Cristina Vasini Sánchez (Zulia)
- 2010 - Liliana María Flores Arenas (Falcón) MissVenezuela.com
- 2011 - María Gabriela Criollo Muntaner (Zulia) Miss Interactiva
- 2012 - Nerys Díaz (Portuguesa) Miss Interactiva
- 2013 - Alicia Dolanyi Korsos (Yaracuy) Miss Tecnología
- 2014 - Débora Medina Pineda (Trujillo) Miss Tecnología
- 2015 - Mariana Méndez (Anzoátegui) Miss Tecnología / Jessica Duarte (Trujillo) Miss Online
- 2016 - Rosangélica Piscitelli (Miranda) Miss Online
- 2018 - Arantxa Barazarte (Distrito Capital) Miss Multimedia
- 2021 - Aleska Cordido (Portuguesa) Miss Multimedia
- 2022 - Diana Silva (Distrito Capital) Miss Tecnología

### Miss Elegancia o Top Model
- 1975 - Maritza Pineda (Nueva Esparta)
- 1977 - Cristal Montañéz (Dpto Vargas)
- 1981 - Miúrica Yánez (Bolívar)
- 1982 - Michell Shoda Belloso (Falcón)
- 1983 - Adriana Novellino (Táchira)
- 1984 - Alejandra Castro Egui (Guárico)
- 1985 - Nina Sicilia Hernández (Monagas)
- 1986 - Nancy Gallardo (Portuguesa)
- 1987 - Claudia Fazzini (Falcón)
- 1988 - Constanza Giner (Aragua)
- 1989 - Luicira Marcano (Táchira)
- 1990 - Daniela Lores (Trujillo)
- 1991 - Alexandra Virguez (Península de Paraguaná)
- 1992 - Pilar Martínez (Delta Amacuro)
- 1993 - Gabriela Hidalgo (Miranda)
- 1994 - Ana María Amorer (Apure)
- 1995 - Mariana Cegarra (Trujillo)
- 1996 - Gabriela Vergara (Barinas)
- 1997 - Heidi García (Carabobo)
- 1998 - Carolina Indriago (Delta Amacuro)
- 2000 - Bianca Urdaneta (Mérida)
- 2003 - Ana Karina Áñez (Lara)
- 2004 - Andrea Milroy (Trujillo)
- 2005 - Rosamaría Matteo (Canaima)
- 2006 - Claudia Suárez (Mérida)
- 2007 - Luna Ramos (Trujillo)
- 2008 - Stefanía Fernández (Trujillo)
- 2010 - María José Zavarce (Lara)
- 2011 - Irene Esser (Sucre)
- 2012 - María Gabriela Isler (Guárico)
- 2013 - Ana Carolina Ugarte (Monagas)
- 2014 - Maira Alexandra Rodríguez (Amazonas)
- 2015 - Ana Cristina Díaz (Mérida)
- 2016 - Rosangélica Piscitelli (Miranda)
- 2017 - Mariángeles Galbán (Zulia)
- 2018 - Isabella Rodríguez (Portuguesa)
- 2019 - Paola Salas (Amazonas)
- 2020 - Elizabeth Ramos (Guárico)
- 2021 - Isabella Salazar (Región Oriental)
- 2022 - Daniela Malavé (Delta Amacuro)
- 2023 - Ileana Márquez (Amazonas)

### Miss Talento
- 2014 - Isabella Arriaga (Cojedes)
- 2015 - Gessica Fiume (Yaracuy)
- 2016 - Fernanda Zabián (Apure)
- 2017 - Zharat Bruzual (Sucre)
- 2018 - Francis Armas (Guárico)
- 2020 - Lisandra Chirinos (Portuguesa)

### Mejor Diseñador (a)
| Año  | Diseñador           | Candidata                         |
| ---- | ------------------- | --------------------------------- |
| 2010 | Alejandro Fajardo   | Eliana Calicchia (Cojedes)        |
| 2010 | Gionni Straccia     | Vanessa Gonçalves (Miranda)       |
| 2010 | Nidal Nouaihed      | Estefani Araújo (Zulia)           |
| 2011 | Douglas Tapia       | Catiuska Zapata (Anzoátegui)      |
| 2011 | Douglas Tapia       | Milagros Manrique (Táchira)       |
| 2011 | Gionni Straccia     | Irene Esser (Sucre)               |
| 2012 | Alejandro Fajardo   | María Luisa Lera (Carabobo)       |
| 2012 | Hugo Espina         | Rociree Silva (Península Guajira) |
| 2012 | Gionni Straccia     | María Julia Álvarez (Yaracuy)     |
| 2013 | Gionni Straccia     | Lesly Barrera (Mérida)            |
| 2013 | Hugo Espina         | Roxana Marruffo (Sucre)           |
| 2013 | Nidal Nouaihed      | Alicia Ontiveros (Zulia)          |
| 2014 | Valentina Cedeño    | Skarliz Coa (Apure)               |
| 2014 | Gionni Straccia     | Lorena Santos (Distrito Capital)  |
| 2014 | Gionni Straccia     | Erika Pinto (Zulia)               |
| 2015 | Alejandro Fajardo   | Karelys Oliveros (Apure)          |
| 2015 | Julio Mora          | Katherine García (Miranda)        |
| 2015 | Hugo Espina         | Gessica Fiume (Yaracuy)           |
| 2018 | Lázaro Sánchez      | Karla Fermín (Trujillo)           |
| 2019 | Carlos Peréz        | Thalía Olvino (Delta Amacuro)     |
| 2020 | Eduardo y Enzo Koii | Daniela Montañés (Yaracuy)        |
| 2021 |                     |                                   |
| 2022 | Wilfredo Camacho    | Lorena Bodenski (Carabobo)        |
| 2023 | Richard Ramírez     | Mariam Samira Habach (Lara)       |

## Temporada de la belleza

### Presentación oficial
Es el primer evento oficial del Miss Venezuela, en la cual se dan a conocer las candidatas oficiales del certamen, y donde se sabrá a que estado representaran durante el certamen anual. Hasta 2016 se denominaba como la Presentación Oficial a la Prensa de la Candidatas al Miss Venezuela, pero para 2017 solo es una presentación sin participación de la prensa escrita y digital.

### Gala Interactiva
En la Gala Interactiva de la Belleza (evento previo a la noche final), se da a conocer varios reconocimientos previos que fueron elegidos a través del voto del público en las redes sociales y la página oficial del certamen. Los siguientes reconocimientos son los siguientes:

#### Bandas actuales
- Miss Pelo Lindo (anteriormente llamado: Miss Cabello Radiante)
- Miss Sonrisa (anteriormente llamado: Miss Sonrisa más linda o La Sonrisa más linda)
- El Rostro Más Bello (anteriormente llamado: El Rostro Absoluto de la belleza o Mejor Rostro)
- Miss Top Model (anteriormente llamado: Miss Elegancia)
- Miss Manos de Pasarela
- Miss Glamour
- Miss Solidaridad
- Miss Talento
- Miss Amistad
- Miss Fotogénica
- Miss Tecnología

#### Bandas descontinuadas
- El Mejor Cuerpo (hasta el año 2011; también llamado Mejor Cuerpo)
- Miss Naturalidad (hasta el año 2013)
- Mejor Presencia (también llamado La Mejor Presencia; desde el año 2011 hasta el año 2013)
- Mirada Seductora (hasta el año 2013)
- Miss Simpatía (hasta el año 2013)
- Miss Pasarela (hasta el año 2013)
- Miss Piel más linda (también llamado Mejor Piel y La Piel Más Linda; hasta el año 2014)
- Miss Inspiración (hasta el año 2014)
- Miss Figura (hasta el 2016)
- Miss Auténtica (hasta el año 2016)
- Miss Belleza Integral (hasta el año 2017)
- Mejor Estilo (hasta el 2017)
- Mejor Look (hasta el 2017)
- Miss Actitud (hasta el 2017)
- Miss Piernas de Venus (hasta el año 2017; también llamado Miss Piernas de Diosa)
- Miss Online (hasta el año 2018; también llamado Miss Internet, Miss Interactiva, Miss Multimedia)
- Miss Travel & Tours (hasta el 2018)
- Miss Personalidad (hasta el año 2018)
- Miss Confianza (hasta el 2019)
- Miss Fitness (hasta el 2019)
- Miss Gema Preciosa (hasta el 2019)
- Miss Magia y Fantasía (hasta el 2019)
- Miss Emprendimiento (solo en el 2019)
- Miss Belleza Saludable (hasta el año 2020; también llamado Miss Estética y Salud)

El evento antes era denominado solamente como Gala de la Belleza, donde las bandas eran impuesta por un jurado, pero hasta el año 2011 el formato cambia, siendo la elección de la banda por votos de la audiencia por Internet por medio la página web del Miss Venezuela, Facebook y Twitter. A partir del año 2017 no se realiza el evento, siendo la entrega de las bandas realizada durante el transcurso del certamen.

### Gala de la Belleza
La Gala de la Belleza, posteriormente denominada como Gala Interactiva de la Belleza, es una presentación preliminar de las candidatas que se ha realizado desde 1981.
Miss Venezuela, Todo por la corona fue un reality show, previo a la noche final del certamen, conducido por Viviana Gibelli. Su única temporada se realizó en 2013 con un total de 50 aspirantes a misses las cuales enfrentaron diversos desafíos y entrenamientos, las mismas eran eliminadas semana a semana hasta reducir el grupo a las 26 candidatas finales que compitieron por la noche final del Miss Venezuela.
Este reality fue producción de Venevisión y con la coproducción de Sony Entertainment Television. Ambos transmitieron el reality los lunes, pero en horarios diferentes. En 2014 no hubo acuerdo con ningún canal internacional. Pasando el reality a ser llamado, Miss Venezuela: La Magia de ser Miss.

### Miss Venezuela, La Magia de ser Miss
Miss Venezuela: la magia de ser miss es un reality show venezolano de belleza y talento femenino, que tiene como objetivo principal elegir y conocer a las candidatas para el Miss Venezuela. El reality es producido y transmitido por Venevisión en vivo desde el Estudio 1, al finalizar Súper Sábado Sensacional.
En el inicio se escogen candidatas electas de los certámanes realizados de Zulia, Carabobo, Lara, Táchira, Bolívar y Aragua, conjuntamente con las escogidas en la Quinta Miss Venezuela en el Distrito Capital, para tener el total de candidatas finales que irán rumbo a la noche final; las mismas son conocidas más profundamente durante el avance del programa semana a semana.

### La noche final
Es el evento más esperado de todo el certamen, divididos en varios segmentos empezando por el acostumbrado Opening, donde un artista nacional y/o internacional junto a las candidatas hacen un pre-show con el Himno del Miss Venezuela, posteriormente se prosigue al Desfile de traje de baño, luego al Desfile de Traje de Gala en donde se dan a conocer los trajes de los mejores diseñadores del país, para luego escoger el cuadro de las diez Semifinalistas que se enfrentarán a la Ronda de Preguntas para luego reducir el número de candidatas al Cuadro de Honor, donde finalmente se da a conocer las finalistas y a la Ganadora.

### La noche de la triunfadoras
Es un programa especial transmitido por Venevisión, desde el año 2014 tradicionalmente, donde se reciben al cuadro de ganadoras del certamen, junto a la ganadora de La Magia de ser Miss, donde cuentan sus anécdotas y sentimientos después de haber ganado.

### Cuadro de honor
En el actual cuadro de honor del certamen, se escogen a 10 candidatas que serían las semifinalistas. El cuadro de honor actual está conformado de la siguiente manera:
| Posición      | Título                       | Representante de Venezuela en |
| ------------- | ---------------------------- | ----------------------------- |
| Primer lugar  | Miss Venezuela Universo      | Miss Universo                 |
| Segundo lugar | Miss Venezuela Mundo         | Miss Mundo                    |
| Tercer lugar  | Miss Venezuela Internacional | Miss Internacional            |

Hasta la edición del 2011, la que quedaba de segundo lugar se llevaba el título de Miss Venezuela Mundo y representaba a Venezuela, en el Miss Mundo. Pero por diferentes motivos la representante de Venezuela al Miss Mundo se eligió a partir del año 2013 en un evento diferente llamado Miss Venezuela Mundo, aunque este no se realizó en el 2016, y desde entonces 2 representantes del país en el Miss Mundo fueron designadas, no obstante, en el Miss Venezuela 2017 se eligió a Miss Venezuela Mundo, luego de 4 años. Igualmente hasta el año 2015 se elegía a Miss Venezuela Tierra durante el Miss Venezuela pero a partir del año 2016 la ganadora de este título la elige la franquicia de Miss Earth Venezuela en un evento aparte, lo mismo se presenta con los concursos menores Miss Supranacional, Miss Grand Internacional, y Miss Intercontinental.

## Representación internacional

### Miss Universo
: Declarada como ganadora
     : Terminó como finalista
     : Terminó como una de las semifinalistas o cuartofinalistas
     : Terminó como ganadora de premios especiales
| Año  | Estado              | Miss Venezuela                                  | Posición en Miss Universo | Notas |
| ---- | ------------------- | ----------------------------------------------- | ------------------------- | --- |
| 2024 | Amazonas            | Ileana del Carmen Márquez Pedroza               | Cuarta finalista          | |
| 2023 | Distrito Capital    | Diana Carolina Silva Francisco                  | Top 10                    | |
| 2022 | Región Andina       | Amanda Dudamel Newman                           | Primera finalista         | |
| 2021 | Miranda             | Luiseth Emiliana Materán Bolaño                 | Top 16                    | |
| 2020 | Zulia               | Mariángel Villasmil Arteaga                     | No clasificó              | |
| 2019 | Delta Amacuro       | Lulyana Thalía Olvino Torres                    | Top 20                    | - Primera ganadora bajo la dirección de Gabriela Isler                                                     |
| 2018 | Delta Amacuro       | Sthefany Yoharlis Gutiérrez Gutiérrez           | Segunda finalista         | - Último ganadora bajo la dirección de Osmel Sousa                                                         |
| 2017 | Monagas             | Keysi Mairin Sayago Arrechedera                 | Top 5                     | |
| 2016 | Lara                | Mariam Habach Santucci                          | No clasificó              | - Mejor Traje Nacional (Top 12)                                                                            |
| 2015 | Guárico             | Mariana Coromoto Jiménez Martínez               | Top 10                    | |
| 2014 | Costa Oriental      | Migbelis Lynette Castellanos Romero             | Top 10                    | |
| 2013 | Guárico             | María Gabriela de Jesús Isler Morales           | Miss Universo 2013        | |
| 2012 | Sucre               | Irene Sofía Esser Quintero                      | Segunda finalista         | |
| 2011 | Miranda             | Vanessa Andrea Gonçalves Gómez                  | Top 16                    | - Mejor Traje Nacional (3.ª finalista)                                                                     |
| 2010 | Miranda             | Marelisa Gibson Villegas                        | No clasificó              | |
| 2009 | Trujillo            | Stefanía Fernández Krupij                       | Miss Universo 2009        | |
| 2008 | Amazonas            | Dayana Sabrina Mendoza Moncada                  | Miss Universo 2008        | - Charming Áo dài                                                                                          |
| 2007 | Guárico             | Lidymar Carolina Jonaitis Escalona              | Segunda finalista         | |
| 2006 | Sucre               | Jictzad Nakarhyt Viña Carreño                   | No clasificó              | |
| 2005 | Guárico             | Mónica Spear Mootz Fernández †                  | Cuarta finalista          | |
| 2004 | Lara                | Ana Karina Áñez Delgado                         | No clasificó              | - Mejor Traje Nacional (Top 10)                                                                            |
| 2003 | Aragua              | Mariángel Ruíz Torrealba                        | Primera finalista         | |
| 2002 | Distrito Capital    | Cynthia Cristina Lander Zamora                  | Cuarta finalista          | |
| 2001 | Apure               | Eva Mónica Anna Ekvall Johnson †                | Tercera finalista         | |
| 2000 | Distrito Capital    | Claudia Cristina Moreno González                | Primera finalista         | - Ganó el derecho a representar a su país en Miss Universo en Miss República Bolivariana de Venezuela 2000 |
| 1999 | Delta Amacuro       | Lucbel Carolina Indriago Pinto                  | Top 5                     | - Mejor Traje Nacional (1.ª finalista)                                                                     |
| 1998 | Táchira             | Veruzhka Tatiana Ramírez Peña                   | Primera finalista         | - Mejor en Traje de Baño                                                                                   |
| 1997 | Carabobo            | Marena Josefina Bencomo Giménez                 | Primera finalista         | - Mejor en Traje de Baño                                                                                   |
| 1996 | Yaracuy             | Yoseph Alicia Machado Fajardo                   | Miss Universo 1996        | - Mejor en Traje de Baño - Mejor Estilo Finesse                                                            |
| 1995 | Costa Oriental      | Denyse del Carmen Floreano Camargo              | Top 6                     | |
| 1994 | Apure               | Minorka Marisela Mercado Carrero                | Segunda finalista         | - Mejor en Traje de Baño - Miss Fotogénica                                                                 |
| 1993 | Aragua              | Milka Yelisava Chulina Urbanich                 | Segunda finalista         | - Miss Herbal Essences                                                                                     |
| 1992 | Amazonas            | Carolina Eva Izsak Kemenify                     | Top 6                     | |
| 1991 | Miranda             | Jackeline Rodríguez Streffeza                   | Top 6                     | - Designada por la Organización Miss Venezuela                                                             |
| 1990 | Bolívar             | Andreína Katarina Goetz Blohm                   | Top 10                    | |
| 1989 | Lara                | Eva Lisa Larsdotter Ljung                       | Top 10                    | |
| 1988 | Miranda             | Yajaira Cristina Vera Roldán                    | Top 10                    | |
| 1987 | Nueva Esparta       | Inés María Calero Rodríguez                     | Tercera finalista         | |
| 1986 | Trujillo            | Bárbara Palacios Teyde                          | Miss Universo 1986        | |
| 1985 | Guárico             | Silvia Cristina Martínez Stapulionis            | Tercera finalista         | |
| 1984 | Zulia               | Carmen María Montiel Ávila                      | Segunda finalista         | |
| 1983 | Portuguesa          | Paola Laura Ruggeri Ghigo                       | Top 12                    | |
| 1982 | Guárico             | Ana Teresa Oropeza Villavicencio                | No clasificó              | |
| 1981 | Miranda             | Irene Lailín Sáez Conde                         | Miss Universo 1981        | - Mejor Traje Nacional (1.ª finalista)                                                                     |
| 1980 | Lara                | María Xavier Brandt Angulo †                    | No clasificó              | |
| 1979 | Departamento Vargas | Maritza Sayalero Fernández                      | Miss Universo 1979        | |
| 1978 | Guárico             | Marisol Alfonzo Marcano                         | No clasificó              | |
| 1977 | Departamento Vargas | Cristal del Mar Montañez Arocha                 | Top 12                    | - Mejor Traje Nacional (1.ª finalista)                                                                     |
| 1976 | Nueva Esparta       | Judith Josefina Castillo Uribe                  | Primera finalista         | - Mejor Traje Nacional (1.ª finalista)                                                                     |
| 1975 | Nueva Esparta       | Maritza Pineda Montoya                          | No clasificó              | |
| 1974 | Zulia               | Neyla Chiquinquirá Moronta Sangronis            | No clasificó              | |
| 1973 | Carabobo            | Ana Paola Desirée Facchinei Rolando             | No clasificó              | |
| 1972 | Nueva Esparta       | María Antonieta Cámpoli Prisco                  | Segunda finalista         | |
| 1971 | Monagas             | Jeanette Amelia de la Coromoto Donzella Sánchez | No clasificó              | |
| 1970 | Carabobo            | Bella Teresa de Jesús La Rosa de la Rosa        | Top 15                    | |
| 1969 | Aragua              | María José de las Mercedes Yellici Sánchez      | No clasificó              | |
| 1968 | Distrito Federal    | Peggy Kopp Arenas                               | Tercera finalista         | |
| 1967 | Departamento Vargas | Mariela Pérez Branger                           | Primera finalista         | |
| 1966 | Guárico             | Magaly Beatriz Castro Egui                      | No clasificó              | |
| 1965 | Distrito Federal    | María Auxiliadora De Las Casas McGill †         | No clasificó              | - Primera ganadora bajo la dirección de Osmel Sousa                                                        |
| 1964 | Miranda             | Sonia Mercedes Revenga De La Rosa               | Top 15                    | |
| 1963 | Guárico             | Irene Amelia Morales Machado                    | No clasificó              | |
| 1962 | Nueva Esparta       | Virginia Elizabeth Bailey Lázzari               | No clasificó              | |
| 1961 | Caracas             | Anasaria Griselda Vegas Albornoz                | No clasificó              | |
| 1960 | Yaracuy             | Mary Quiroz Delgado                             | Unplaced                  | |
| 1959 | No compitió         | No compitió                                     | No compitió               | No compitió                                                                                                |
| 1958 | Sucre               | Ida Margarita Pieri                             | No clasificó              | |
| 1957 | Distrito Federal    | Consuelo Leticia Nouel Gómez †                  | No clasificó              | |
| 1956 | Distrito Federal    | Blanca «Blanquita» Heredia Osío †               | Top 15                    | |
| 1955 | Miranda             | Carmen Susana Duijm Zubillaga †                 | Top 15                    | |
| 1954 | –                   | Berta Elena Landaeta Urdaneta                   | No compitió               | No compitió                                                                                                |
| 1953 | Carabobo            | Gisela Bolaños Scarton †                        | No clasificó              | |
| 1952 | Bolívar             | Sofía Silva Inserri †                           | No clasificó              | |

### Miss Mundo

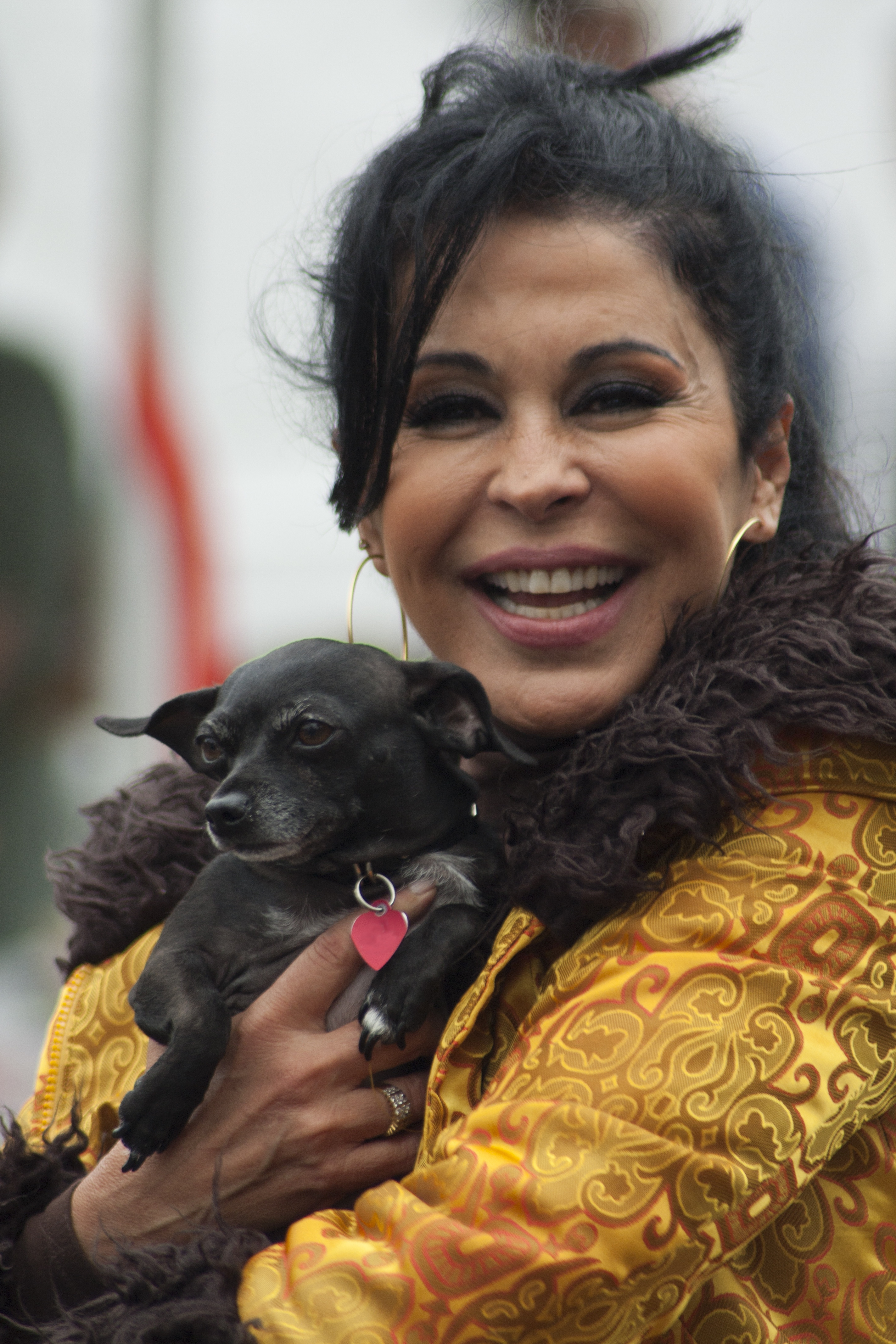
Miss Mundo Venezuela 1975 María Conchita Alonso
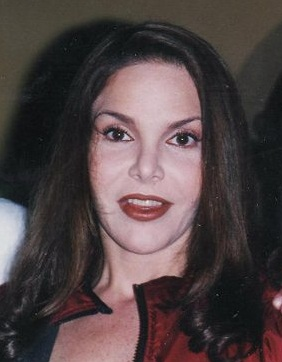
Miss Mundo Venezuela 1980 Hilda Abrahamz
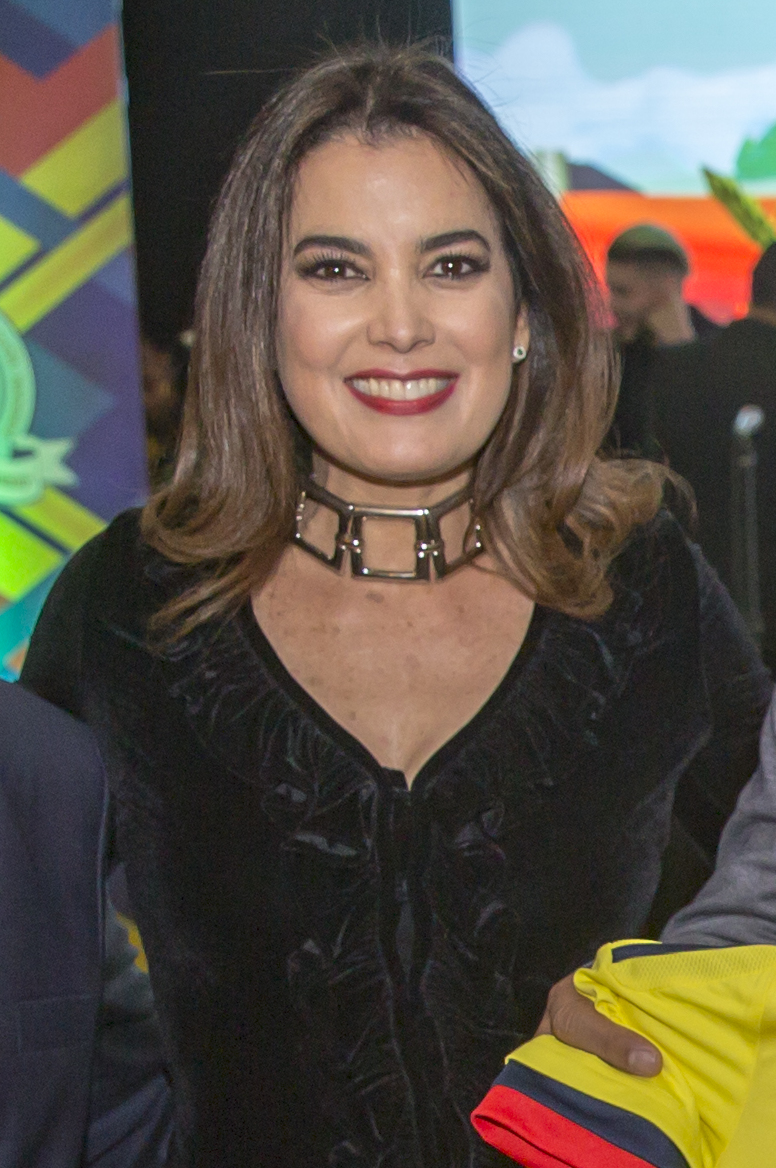
Miss Mundo Venezuela 1985 Ruddy Rodríguez
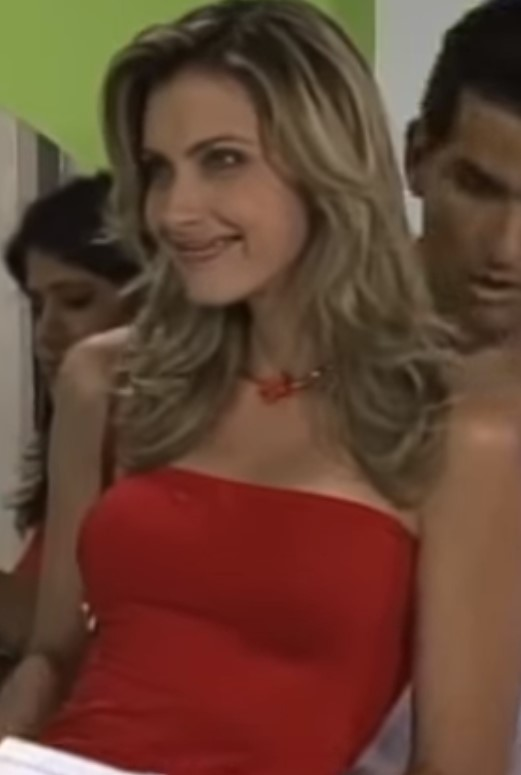
Miss Mundo Venezuela 1988 Emma Rabbe
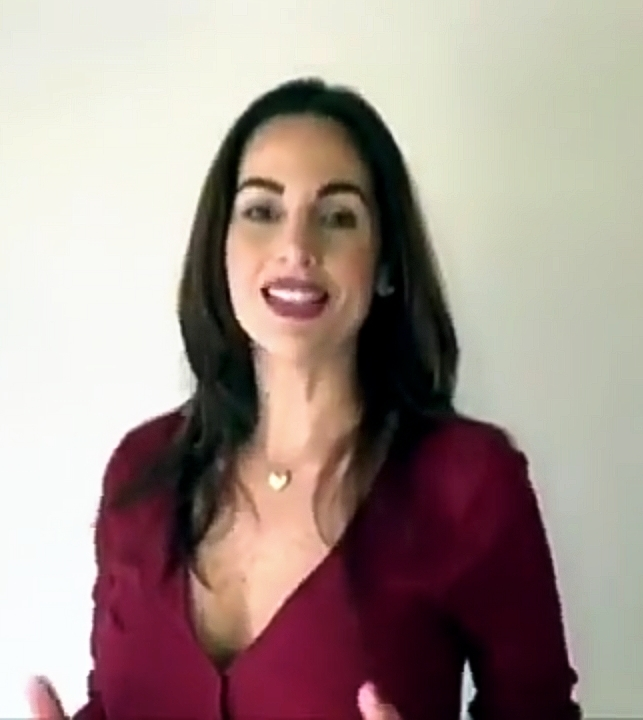
Miss Mundo Venezuela 1995 Jacqueline Aguilera
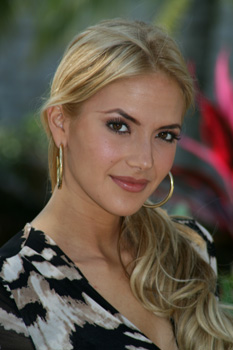
Miss Mundo Venezuela 2007 Claudia Suárez
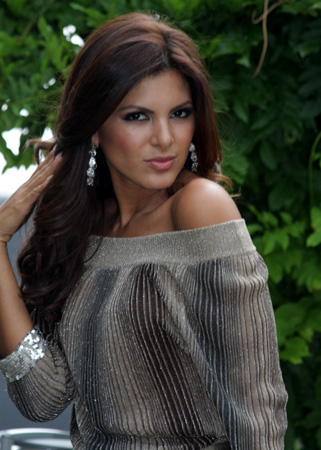
Miss Mundo Venezuela 2008 Hannelly Quintero
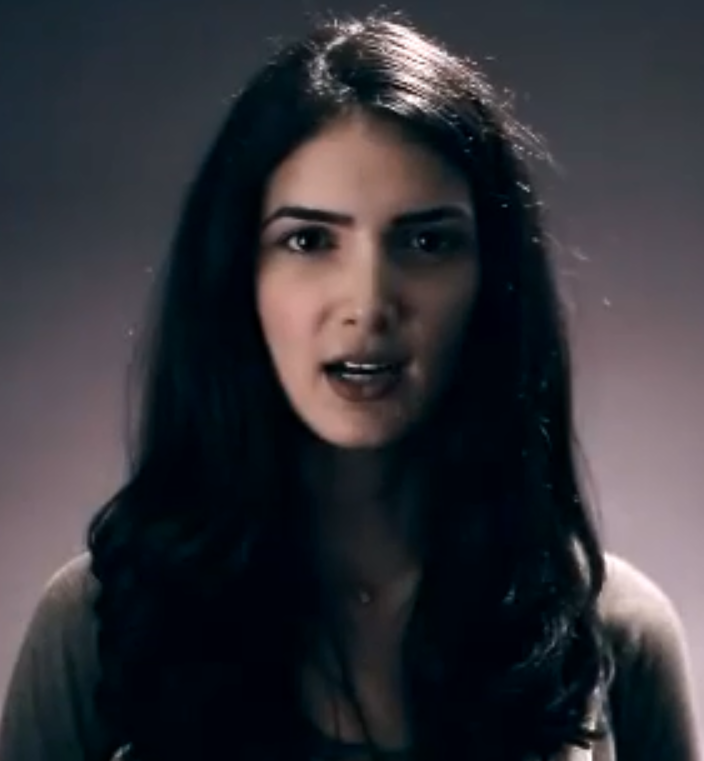
Miss Mundo Venezuela 2010 Adriana Vasini
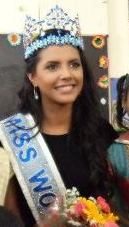
Miss Mundo Venezuela 2011 Ivian Sarcos
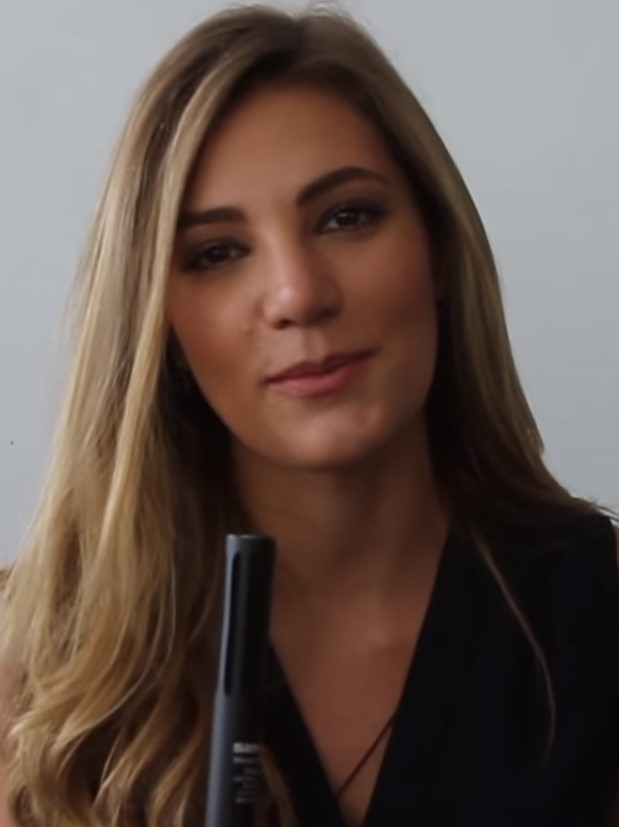
Miss Mundo Venezuela 2012 Gabriella Ferrari

Declarada como ganadora
     Terminó como finalista
     Terminó en el Top 5/8
     Terminó como una de las semifinalistas o cuartofinalistas
     Terminó como ganadora de premios especiales
En los últimos años, Miss Venezuela Mundo, bajo la Organización Miss Venezuela, lleva a cabo un concurso separado para seleccionar a su ganadora para el certamen de Miss Mundo.
| Año  | Estado | Miss Venezuela Mundo | Posición en Miss Mundo | Premios especiales | |
| ---- | --- | --- | --- | --- | --- |
| 2023 | Cojedes | Ariagny Idayari Daboín Ricardo | No clasificó | | |
| 2022 | Miss Mundo 2021 se reprogramó para el 16 de marzo de 2022 debido al brote de pandemia de COVID-19 en Puerto Rico, no comenzó ninguna edición en 2022 | Miss Mundo 2021 se reprogramó para el 16 de marzo de 2022 debido al brote de pandemia de COVID-19 en Puerto Rico, no comenzó ninguna edición en 2022 | Miss Mundo 2021 se reprogramó para el 16 de marzo de 2022 debido al brote de pandemia de COVID-19 en Puerto Rico, no comenzó ninguna edición en 2022 | Miss Mundo 2021 se reprogramó para el 16 de marzo de 2022 debido al brote de pandemia de COVID-19 en Puerto Rico, no comenzó ninguna edición en 2022 | Miss Mundo 2021 se reprogramó para el 16 de marzo de 2022 debido al brote de pandemia de COVID-19 en Puerto Rico, no comenzó ninguna edición en 2022 |
| 2021 | Aragua | Alejandra José Conde Licón | Top 40 | - Ganadora – Desafío Head to Head - Miss World Top Model (Top 13) - Miss World Talent (Top 30)                                                       | |
| 2020 | Debido al impacto de la pandemia de COVID-19, no hubo concurso en 2020                                                                               | Debido al impacto de la pandemia de COVID-19, no hubo concurso en 2020                                                                               | Debido al impacto de la pandemia de COVID-19, no hubo concurso en 2020                                                                               | Debido al impacto de la pandemia de COVID-19, no hubo concurso en 2020                                                                               | Debido al impacto de la pandemia de COVID-19, no hubo concurso en 2020                                                                               |
| 2019 | Portuguesa | María Isabel (Isabella) Rodríguez Guzmán | Top 40 | - Ganadora – Desafío Head to Head - Miss World Top Model (Top 40) - Miss World Beauty With a Purpose (Top 10)                                        | |
| 2018 | Vargas | Veruska Betania Ljubisavljević Rodríguez | Top 30 | - Ganadora – Head to Head Challenge - Miss World Multimedia (Top 10)                                                                                 | |
| 2017 | Monagas | Ana Carolina Ugarte-Pelayo Campos | Top 40 | - Ganadora – Desafío Head to Head - Miss World People's Choice Award (Top 10) - Miss World Multimedia (Top 10) - Miss World Top Model (Top 30)       | |
| 2016 | Nueva Esparta | Diana Macarena Croce García | No clasificó | - Miss World Top Model (Top 30) | |
| 2015 | Portuguesa | Anyela Galante Salerno | No clasificó | - Miss World People's Choice Award (Top 10) - Miss World Top Model (Top 30)                                                                          | |
| 2014 | Amazonas | Debora Sacha Menicucci Anzola | No clasificó | | |
| 2013 | Zulia | Karen Andrea Soto Lugo | No clasificó | - Danzas del Mundo (Top 11) - Miss World Beach Beauty (Top 33)                                                                                       | |
| 2012 | Distrito Capital | Gabriella Ferrari Peirano | No clasificó | - Miss World Top Model (Top 46) | |
| 2011 | Amazonas | Ivian Lunasol Sarcos Colmenares | Miss Mundo 2011 | - Miss Mundo América - Miss World Sports (Top 6) - Miss World Beach Beauty (Top 20) - Miss World Top Model (Top 20) - Miss World Talent (Top 20)     | |
| 2010 | Zulia | Adriana Cristina Vasini Sánchez | Segunda finalista | - Miss World Talent (Top 11) - Miss World Top Model (Top 20)                                                                                         | |
| 2009 | Anzoátegui | María Milagros Véliz Pinto | No clasificó | - Miss World Sports (Top 6) | |
| 2008 | Cojedes | Hannelly Zulami Quintero Ledezma | Top 15 | - Miss Mundo América - Miss World Beach Beauty (Top 10) - Miss World Top Model (Top 10)                                                              | |
| 2007 | Mérida | Claudia Paola Suárez Fernández | Top 16 | - Miss World Beach Beauty (Top 20) - Miss World Top Model (Top 10)                                                                                   | |
| 2006 | Miranda | Alexandra Federica Guzmán Diamante | Top 17 | - Miss World Beach Beauty - Premio World Dress Designer (Top 20)                                                                                     | |
| 2005 | Costa Oriental | Berliz Susan Carrizo Escandela | No clasificó | | |
| 2004 | Trujillo | Andrea María Milroy Díaz | No clasificó | - Miss World Beach Beauty (Top 20) | |
| 2003 | Miranda | Valentina Patruno Macero | Top 20 | - Miss World Talent (Top 20) | |
| 2002 | Carabobo | Goizeder Victoria Azúa Barríos | Top 10 | - Miss Fotogénica | |
| 2001 | Zulia | Andreína del Carmen Prieto Rincón | No clasificó | | |
| 2000 | Zulia | Vanessa María Cárdenas Bravo | No clasificó | | |
| 1999 | Miranda | Martina Thorogood Heemsen | Primera finalista | - Miss Mundo América | |
| 1998 | Monagas | Veronica Schneider Rodríguez | No clasificó | | |
| 1997 | Nueva Esparta | Christina Dieckmann Jiménez | No clasificó | | |
| 1996 | Nueva Esparta | Ana Cepinska Miszczak | Top 5 | - Miss Fotogénica | |
| 1995 | Nueva Esparta | Jacqueline María Aguilera Marcano | Miss Mundo 1995 | - Miss Mundo América - Miss Fotogénica | |
| 1994 | Miranda | Irene Esther Ferreira Izquierdo | Segunda finalista | - Miss Mundo América - Mejor Traje Nacional | |
| 1993 | Distrito Federal | Mónica Lei Scaccia | Top 5 | - Miss Mundo América | |
| 1992 | Bolívar | Francis del Valle Gago Aponte | Segunda finalista | - Miss Mundo América | |
| 1991 | Zulia | Ninibeth Beatriz Leal Jiménez | Miss Mundo 1991 | - Miss Mundo América | |
| 1990 | Costa Oriental | Sharon Raquel Luengo González | Segunda finalista | - Miss Fotogénica | |
| 1989 | Distrito Federal | Fabiola Chiara Candosin Marchetti | No clasificó | | |
| 1988 | Distrito Federal | Emma Irmgard Marina Rabbe Ramírez | Top 5 | - Miss Mundo América | |
| 1987 | Portuguesa | Albani Josefina Lozada Jiménez | Primera finalista | - Miss Mundo América | |
| 1986 | Zulia | María Begoña Juaristi Mateo | Top 7 | | |
| 1985 | Anzoátegui | Ruddy Rosario Rodríguez de Lucía | Top 7 | | |
| 1984 | Miranda | Astrid Carolina Herrera Irazábal | Miss Mundo 1984 | - Miss Mundo América - Miss Fotogénica | |
| 1983 | Apure | Carolina del Valle Cerruti Duijm | No clasificó | | |
| 1982 | Falcón | Michelle Marie Shoda Belloso | No clasificó | | |
| 1981 | Aragua | Carmen Josefina «Pilín» León Crespo | Miss Mundo 1981 | - Miss Mundo América | |
| 1980 | Departamento Vargas | Hilda Astrid Abrahamz Navarro | Top 15 | | |
| 1979 | Barinas | Tatiana Capote Abdel | No clasificó | | |
| 1978 | Falcón | Katty Patricia Tóffoli Andrade | Top 15 | | |
| 1977 | Distrito Federal | Jacqueline van den Branden | No clasificó | | |
| 1976 | Lara | María Genoveva Rivero Giménez | Top 15 | | |
| 1975 | Distrito Federal | María Concepción Alonso Bustillo | Top 7 | | |
| 1974 | Departamento Vargas | Alicia Rivas Serrano | No clasificó | | |
| 1973 | Zulia | Edicta de los Angeles García Oporto | No clasificó | | |
| 1972 | Sucre | Amalia del Carmen Heller Gómez | No clasificó | | |
| 1971 | Carabobo | Ana María Padrón Ibarrondo | Top 15 | | |
| 1970 | Miranda | Tomasa Nina de las Casas Mata | No clasificó | | |
| 1969 | Departamento Vargas | Marzia Rita Gisela Piazza Suprani | Cuarta finalista | | |
| 1968 | Miranda | María Dolores (Cherry) Núñez Rodríguez | No clasificó | | |
| 1967 | Bolívar | Irene Margarita Böttger González | Mundo | | |
| 1966 | Distrito Federal | Jeannette Kopp Arenas | No clasificó | | |
| 1965 | Anzoátegui | Nancy Elizabeth González Aceituno | No clasificó | | |
| 1964 | Portuguesa | Mercedes Hernández Nieves† | Top 16 | | |
| 1963 | Miranda | Milagros Galíndez Castillo | No clasificó | | |
| 1962 | Aragua | Betzabé Franco Blanco | Top 15 | | |
| 1961 | Aragua | Bexi Cecilia Romero Tosta | No clasificó | | |
| 1960 | Caracas | Miriam Maritza Estévez Acevedo | No compitió | No compitió | |
| 1959 | No compitió | No compitió | No compitió | No compitió | |
| 1958 | Sucre | Ida Margarita Pieri | No clasificó | | |
| 1957 | Distrito Federal | Consuelo Nouel † | No clasificó | | |
| 1956 | Sucre | Celsa Drucila Pieri Pérez | No clasificó | | |
| 1955 | Miranda | Carmen Susana Duijm Zubillaga† | Miss Mundo 1955 | | |

Notas
1. ↑  Ruddy Rodríguez, Top 7 en Miss Mundo 1985 fue posteriormente anunciada como tercera finalista por la Organización Miss Mundo.

Galería de Miss Mundo Venezuela
- Miss Mundo Venezuela 1975
María Conchita Alonso
- Miss Mundo Venezuela 1980
Hilda Abrahamz
- Miss Mundo Venezuela 1985
Ruddy Rodríguez
- Miss Mundo Venezuela 1988
Emma Rabbe
- Miss Mundo Venezuela 1995
Jacqueline Aguilera
- Miss Mundo Venezuela 2007
Claudia Suárez
- Miss Mundo Venezuela 2008
Hannelly Quintero
- Miss Mundo Venezuela 2010
Adriana Vasini
- Miss Mundo Venezuela 2011
Ivian Sarcos
- Miss Mundo Venezuela 2012
Gabriella Ferrari